# Crystal Palace (palais d'exposition)
Pour les articles homonymes, voir Crystal Palace.
Le Crystal Palace (en français : « Palais de cristal ») était un vaste hall d'exposition en fonte et verre plat d'abord édifié au Hyde Park de Londres pour abriter l'Exposition universelle de 1851. Elle s'est tenue du 1er mai au 15 octobre 1851, et plus de 14 000 exposants du monde entier s'y sont réunis dans les 92 000m2 du bâtiment afin de montrer leurs innovations technologiques réalisées dans le cadre de la révolution industrielle. Le palace, dessiné par Joseph Paxton, faisait 564 mètres de long et était doté d'une hauteur intérieure de 39 mètres, soit trois fois la taille de la cathédrale Saint-Paul.
Les 60 000 panneaux de verre sont construits par les Chance Brothers (en). Le bâtiment est intégralement construit en 39 semaines. Le Crystal Palace était alors doté de la plus grande surface en verre jamais vue dans un bâtiment. La présence de vitres permettait notamment de moins recourir aux lumières artificielles.
Certains historiens suggèrent que le nom Crystal Palace viendrait d'un article écrit en juillet 1850 par le dramaturge Douglas William Jerrold dans le magazine satirique Punch au sujet de l'exposition universelle à venir, considérant qu'il s'agirait d'un « palais de cristal »,.
Après l'Exposition universelle, le Palace est démonté et reconstruit, sous une forme agrandie, au sud de Londres. Il est alors monté sur Penge Peak, près de Sydenham Hill. Il reste à cet endroit de juin 1854 à novembre 1936 lorsqu'il est détruit par le feu. Le quartier dans lequel il était situé est renommé en son hommage. Le Palace était également situé dans un parc public qui accueillait le Crystal Palace National Sports Centre, un ancien stade de football qui avait accueilli la finale de la Coupe d'Angleterre de football de 1895 à 1914. Le Crystal Palace FC avait été créé et jouait dans ce stade. Le Crystal Palace était un haut lieu touristique, qui attirait une population diversifiée. Sa technique de construction en éléments standardisés préfigure celle de la préfabrication en architecture.

## Bâtiment original de Hyde Park

### Conception

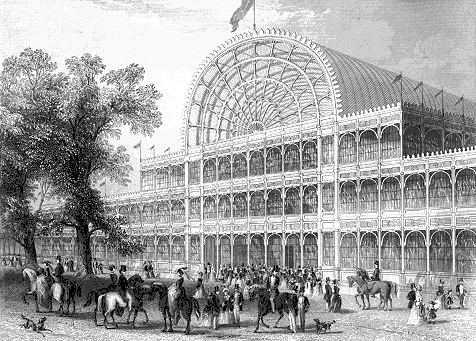
La façade du Crystal Palace.

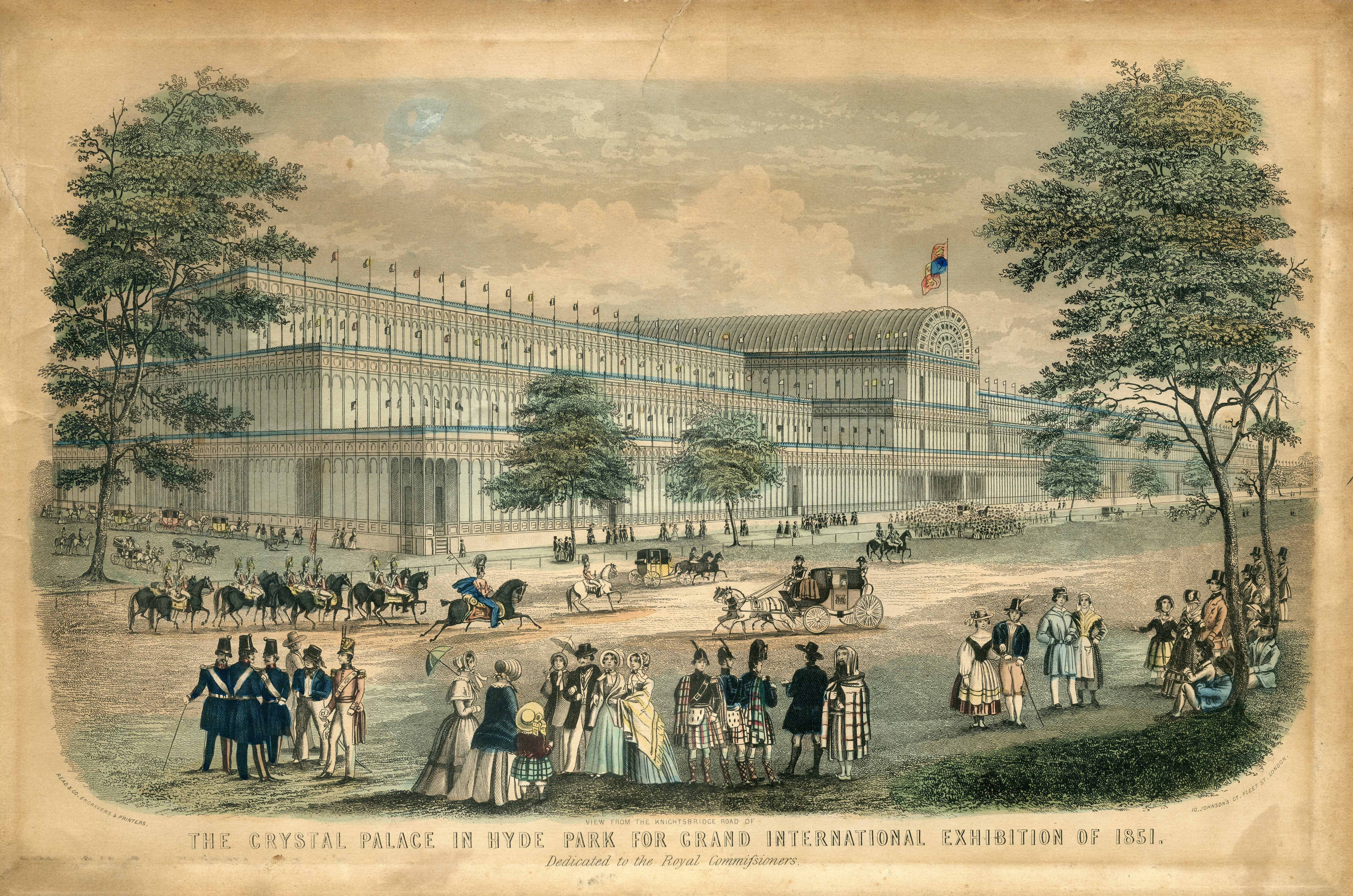
Le Crystal Palace lors de l'Exposition universelle.

L'immense édifice modulable en fer, bois et verre est initialement construit à Hyde Park, Londres afin d'accueillir l'Exposition universelle de 1851. La commission chargée du montage de l'exposition est instaurée en janvier 1850, et l'entièreté du bâtiment est financée grâce à une souscription publique. Un comité de supervision de la construction est rapidement formé afin d'approuver l'architecture et la construction du bâtiment. En faisaient partie les ingénieurs de renom Isambard Kingdom Brunel et Robert Stephenson, les architectes Charles Barry et Thomas Leverton Donaldson. Le comité était dirigé par William Cubitt. Au 15 mars 1850, les critères de sélection des propositions sont annoncés : le bâtiment devait être temporaire, simple, aussi peu cher que possible et que sa construction soit rapide et complétée avant le 1er mai 1851.
En trois semaines, le comité reçoit 245 candidatures dont 38 venant de l'étranger, dont l'Australie, les Pays-Bas, la Belgique, Hanovre, la Suisse, Brunswick, Hambourg et la France. Deux propositions, toutes deux en fer et verre, étaient particulièrement intéressantes, une par Richard Turner qui avait participé à la création de la Palm House des Jardins botaniques royaux de Kew et l'autre de l'architecte français Hector Horeau. Malgré le grand nombre de propositions, aucune d'entre elles n'est retenue par le comité. Turner est furieux de cette décision et attaque les membres du comité en demandant des compensations. Son projet à 300 000 £ (tout comme celui de Horeau) était considéré comme trop coûteux.
Le comité finit par établir une proposition tout seul d'un bâtiment en briques dans le rundbogenstil (style arc en plein cintre) construit par Donaldson comprenant un dôme en tôle dessiné par Tunnel. Ce projet est vivement critiqué et ridiculisé par la presse. Conformément aux souhaits du comité, le site de construction du bâtiment n'est pas encore rendu public. Le site privilégié était Hyde Park, près du Princes Gate et de Pennington Road, mais d'autres propositions incluaient Wormwood Scrubs, Battersea Park, l'Île aux Chiens, le Parc Victoria et Regent's Park.
Les opposants au projet ont milité fermement contre la construction du bâtiment à Hyde Park et étaient soutenus par The Times. Le plus connu d'entre eux était Charles Sibthorp (en), qui considérait l'exposition comme « l'une des plus grandes escroqueries, fraudes et absurdités jamais connues ». Il éprouvait une haine viscérale envers l'exposition et le bâtiment, y compris après la fin de l'évènement.
Le paysagiste de renom Joseph Paxton est alors intéressé par le projet et, avec le soutien du membre de la commission Henry Cole, décide de proposer son projet. À ce moment, Paxton était essentiellement connu pour sa carrière de paysagiste pour le duc de Devonshire à la Chatsworth House. En 1850, Paxton était devenu une figure éminente de l'horticulture britannique et devenait également connu pour sa qualité de dessinateur de jardins. Il avait notamment conçu les jardins avant-gardistes du Parc Birkenhead qui ont influencé la conception de Central Park à New York.

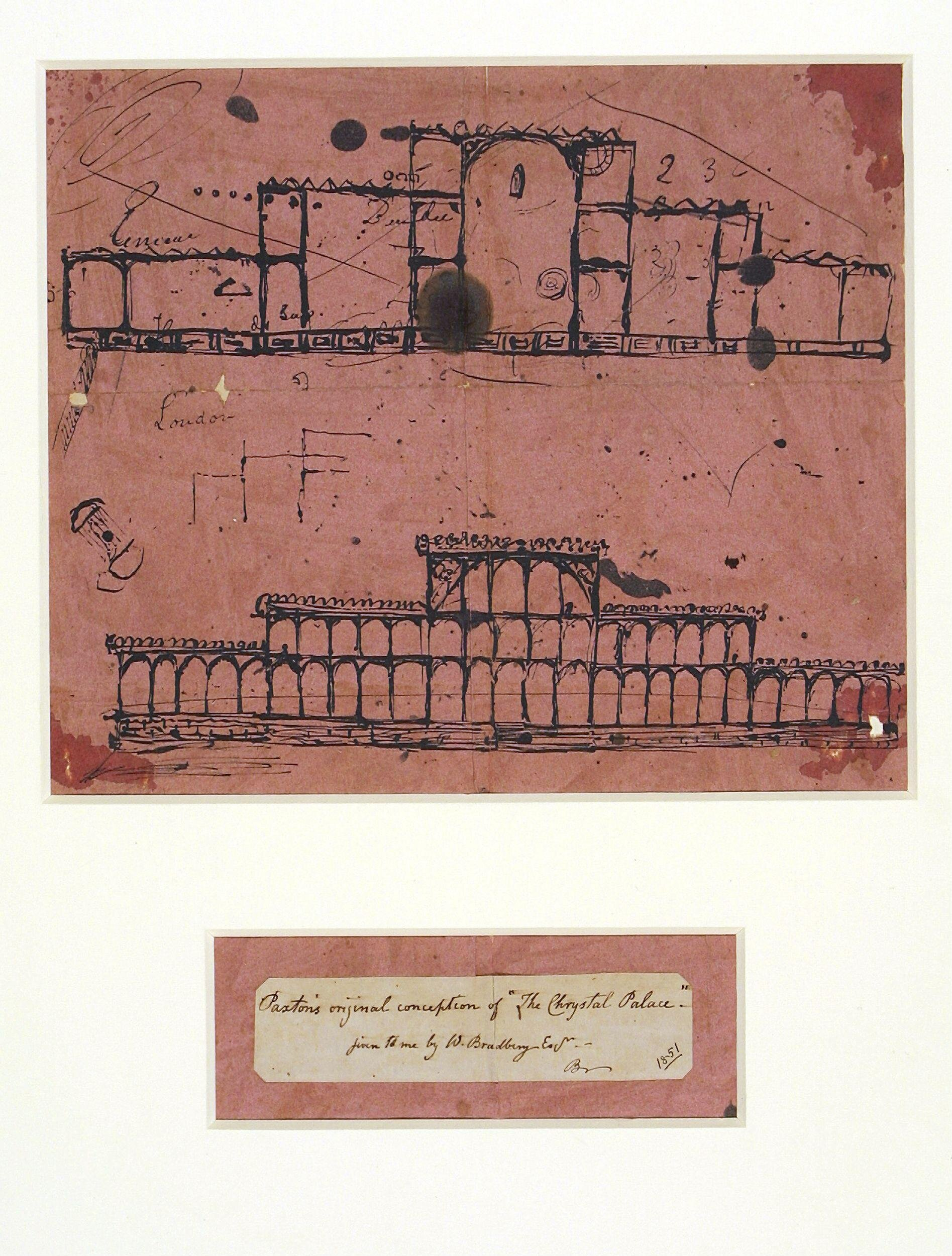
Le premier croquis au crayon et à l'encre du Crystal Palace par Joseph Paxton, c. 1850.

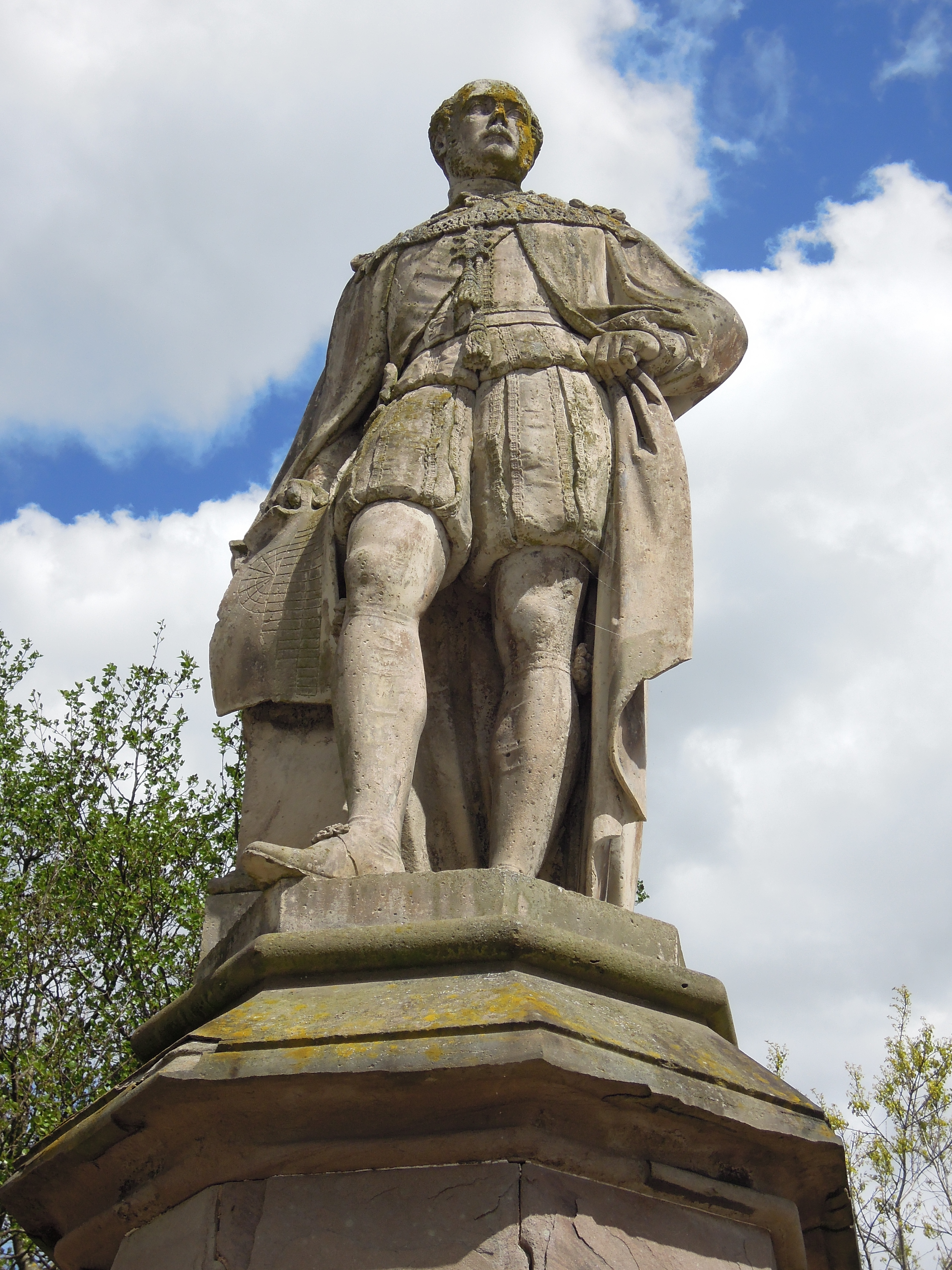
La statue du prince consort Albert à Perth, en Écosse.

Lorsqu'il travaillait à la Chatsworth House, il a très fréquemment travaillé autour de verrières et a développé une technique de construction en modules utilisant des vitres, des pièces de fer forgé préfabriqué et des planches de bois, tous de taille standardisée. Le conservatoire de Chatsworth qu'il a construit en 1836 était la première concrétisation de cette technique. Grâce à celle-ci, le bâtiment en verre était le plus grand du monde avec une superficie de près de 2 600 m2.
Près d'une décennie plus tard, s'appuyant sur l'avancée technologique des nouveaux panneaux de verre en fer forgé, Paxton a encore amélioré ses techniques en construisant la Chatsworth Lily House, qui comprenait un toit plat et un système de rideaux qui permettait de suspendre des baies vitrées verticales grâce à un système de vérins. La Lily House est construite spécifiquement pour accueillir des nénuphars géants qui venaient d'être découverts par les botanistes européens ; le premier spécimen à avoir été rapatrié en Angleterre était conservé aux jardins de Kew, mais n'étaient pas entretenus correctement. La réputation de jardinier d'excellence de Paxton l'a poussé à emporter cette plante rare et fragile à Chatsworth. Le nénuphar qu'il avait récupéré aux jardins de Kew ont bénéficié d'un excellent traitement de sa part et en 1849, il devient un véritable phénomène national après avoir été le premier à faire reproduire des grands nénuphars en Angleterre. Sa fille Alice apparaît en illustration dans les journaux, debout sur l'une des plantes. L'ensemble de ces contributions à l'architecture et au monde botanique britannique ont conduit naturellement Paxton vers la conception du Crystal Palace. Par la suite, il a admis que les feuilles de nénuphars avaient été une grande inspiration pour les verrières du palace.
Après une réunion avec Henry Cole le 9 juin 1850, Joseph Paxton se rend immédiatement à Hyde Park où il prend connaissance des lieux. Deux jours plus tard, le 11 juin, alors qu'il assiste à une réunion du conseil de la Midland Railway, Paxton réalise un premier croquis du bâtiment à l'encre sur une feuille de papier buvard rouge. Ce dessin à main levée (aujourd'hui conservé au Victoria and Albert Museum) comprend les principales caractéristiques du bâtiment final. L'ingéniosité et l'assiduité de Paxton permettent à toutes les mesures et à l'estimation des coûts d'être faits en moins de deux semaines. La statue du prince consort Albert située à Perth en Écosse tient un plan du Crystal Palace dans sa main. Cette statue est inaugurée par la reine Victoria en 1864.
Ce projet est un pari risqué pour Paxton, mais les circonstances étaient en sa faveur : il bénéficiait d'une réputation nationale en tant que paysagiste et constructeur et était persuadé que sa conception était parfaitement adaptée à la commande. La pression mise sur la commission pour trouver un architecte et construire sa conception se faisait de plus en plus importante, moins d'un an avant l'inauguration de l'exposition. La proposition de Paxton remplissait et dépassait même toutes les attentes de la commission et il s'est avéré que la construction coûterait encore moins que tous les autres projets de la même taille. Son projet avait un coût estimé à 85 800 £, soit deux fois et demie plus que celui du Great Stove de Chatsworth mais seulement 28 % du budget demandé par Richard Turner. Sa superficie est estimée à 18 acres (7,2 hectares), soit environ 25 fois plus élevée que celle du projet de Turner.
L'offre la plus basse pour le contrat de construction est proposée par le constructeur Fox, Henderson and Co. La commission accepte le projet et donne son approbation publique au projet de Paxton en juillet 1850. L'architecte dispose désormais de moins de huit mois pour finaliser ses plans, fabriquer les pièces et ériger le bâtiment à temps pour l'ouverture de l'exposition, prévue pour le 1er mai 1851. Paxton conçoit et construit la plus grande structure en verre jamais créée en moins d'un an dans les délais et le budget prévus.
Il modifie même légèrement la conception du bâtiment avant le début du chantier en ajoutant un transept vouté traversant le centre du bâtiment afin d'en renforcer la stabilité et la solidité.

### Architecture

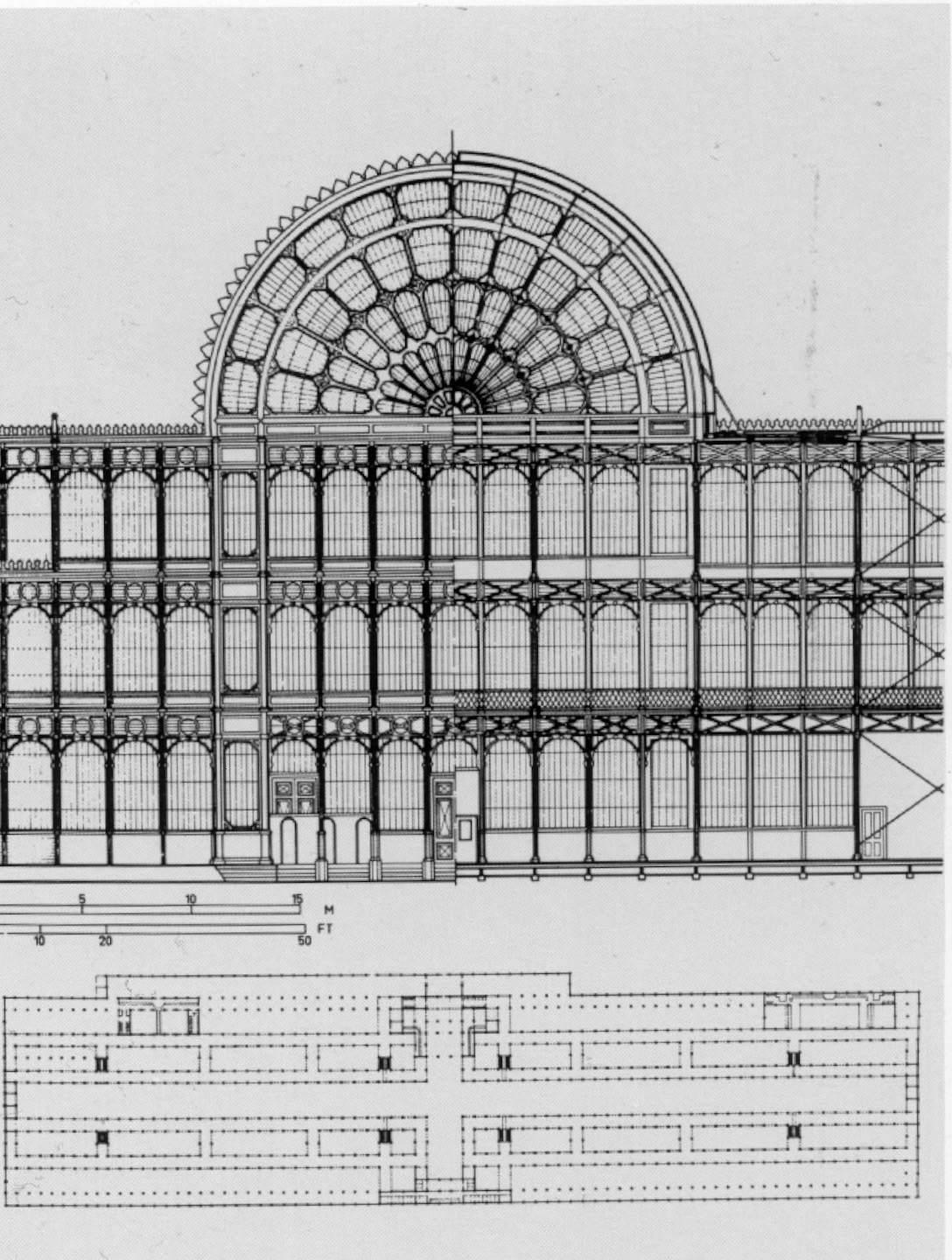
L'avant (gauche) et l'arrière (droite) du bâtiment tels que Paxton les a dessinés.

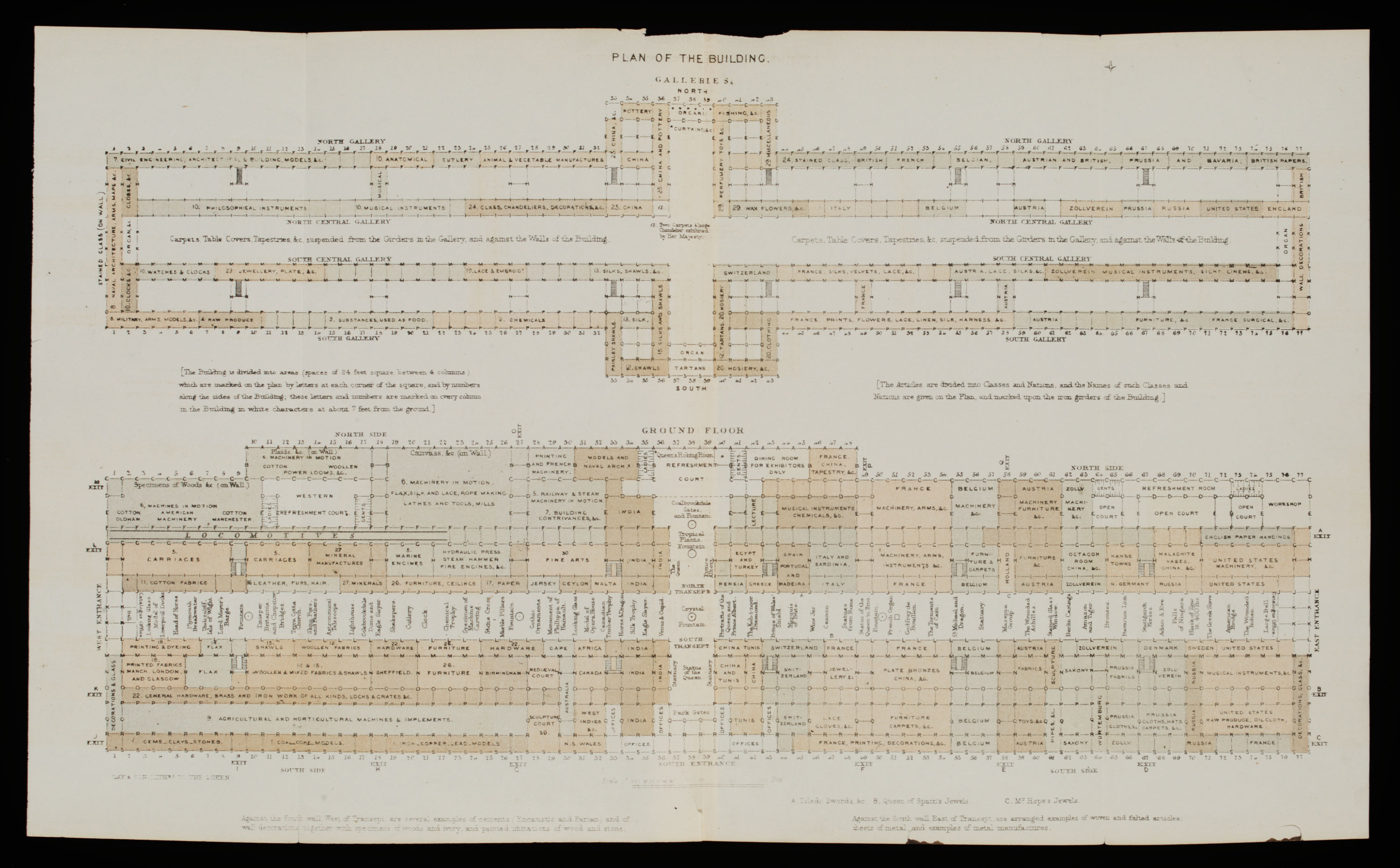
Plan du Crystal Palace lors de l'Exposition universelle de 1851.

La conception modulaire du palace de Paxton met en avant son ingéniosité et sa capacité à résoudre des problèmes. Le bâtiment dispose de plusieurs avancées technologiques majeures, offrant de réels avantages qu'aucun bâtiment conventionnel ne disposait jusqu'alors et symbolise et démontre la supériorité industrielle et technique du Royaume-Uni d'alors.
La symétrie du Crystal Palace est un parfait exemple des obstacles rencontrés par les concepteurs de l'époque entre leurs ambitions et les contraintes liées à la production des différents éléments qui forment le bâtiment. Ainsi, la forme et la taille du bâtiment tout entier sont directement basées sur la taille des vitres fournies par les Chance Brothers de Smethwick. Elles étaient les plus grandes disponibles à l'époque, mesurant 25 cm de large sur 120 cm de long. En conséquence, puisque les vitres produites à des dizaines de milliers d'exemplaires sont l'élément central de la construction du bâtiment, leurs coûts de production et d'installation sont drastiquement réduits. Ils étaient alors les seuls vitriers capables de répondre à une commande si importante et emploient même des ouvriers français afin de respecter les délais.
Le bâtiment original de Hyde Park était essentiellement une vaste salle rectangulaire à toit plat. Une immense galerie ouverte courait le long de l'axe principal, avec des ailes s'étendaient de chaque côté. L'espace d'exposition principal était haut de deux étages, l'étage supérieur étant plus petit que le premier. La majeure partie du bâtiment avait un toit plat à l'exception du transept central qui était couvert par un toit arrondi de 22 mètres de large qui s'élevait à 51 mètres de haut. L'unité de toiture de base prenait la forme d'un long prisme triangulaire, ce qui le rendait à la fois extrêmement léger et très solide et rendait possible sa construction avec une quantité minimale de matériaux.
En multipliant ces unités, la structure pouvait être étendue pratiquement à l'infini. Dans sa forme originale, le sol du Crystal Palace mesurait 563 m sur 139 m, ce qui équivaut à 77 unités de long sur 19 de large. Toutes les unités étaient maintenues les unes par les autres. Le toit avait également été pensé pour l'évacuation des eaux de pluie d'une telle surface. Tout comme la Lily House de Chatsworth, la majeure partie du toit avait un profil horizontal et les fortes pluies pouvaient augmenter la possibilité d'effondrement des vitres. La pluie pouvait s'échapper du toit grâce à gouttières en bois situées le long de chaque section du toit. Lors de leur construction, ces gouttières ont servi de rails au transport des unités de toit.
Maintenir une température confortable dans un tel bâtiment en verre était un autre défi majeur, puisque l'exposition s'est tenue des décennies avant la l'invention de l'électricité et de la climatisation. Les verrières sont initialement destinées à conserver la chaleur diffusée par le Soleil, mais accumuler trop de chaleur pouvait causer de nombreux problèmes à l'occasion de l'exposition, sans compter la chaleur humaine des milliers de visiteurs. Paxton met en place deux solutions ingénieuses contre ce problème. D'une part, il fait étendre de grandes toiles de tissu en dessous du toit. Ces toiles permettent de réduire la transmission de la chaleur, de modérer et d'atténuer la puissance de la lumière entrant dans le bâtiment mais aussi de refroidir le bâtiment lorsqu'elles sont aspergées d'eau. De l'autre, un système de ventilation. Chaque module composant les murs extérieurs du bâtiment était disposé d'un ensemble de persiennes préfabriquées qui pouvaient s'ouvrir et se fermer à l'aide d'un mécanisme et permettant à l'air froid d'entrer et à l'air chaud de sortir.

### Construction

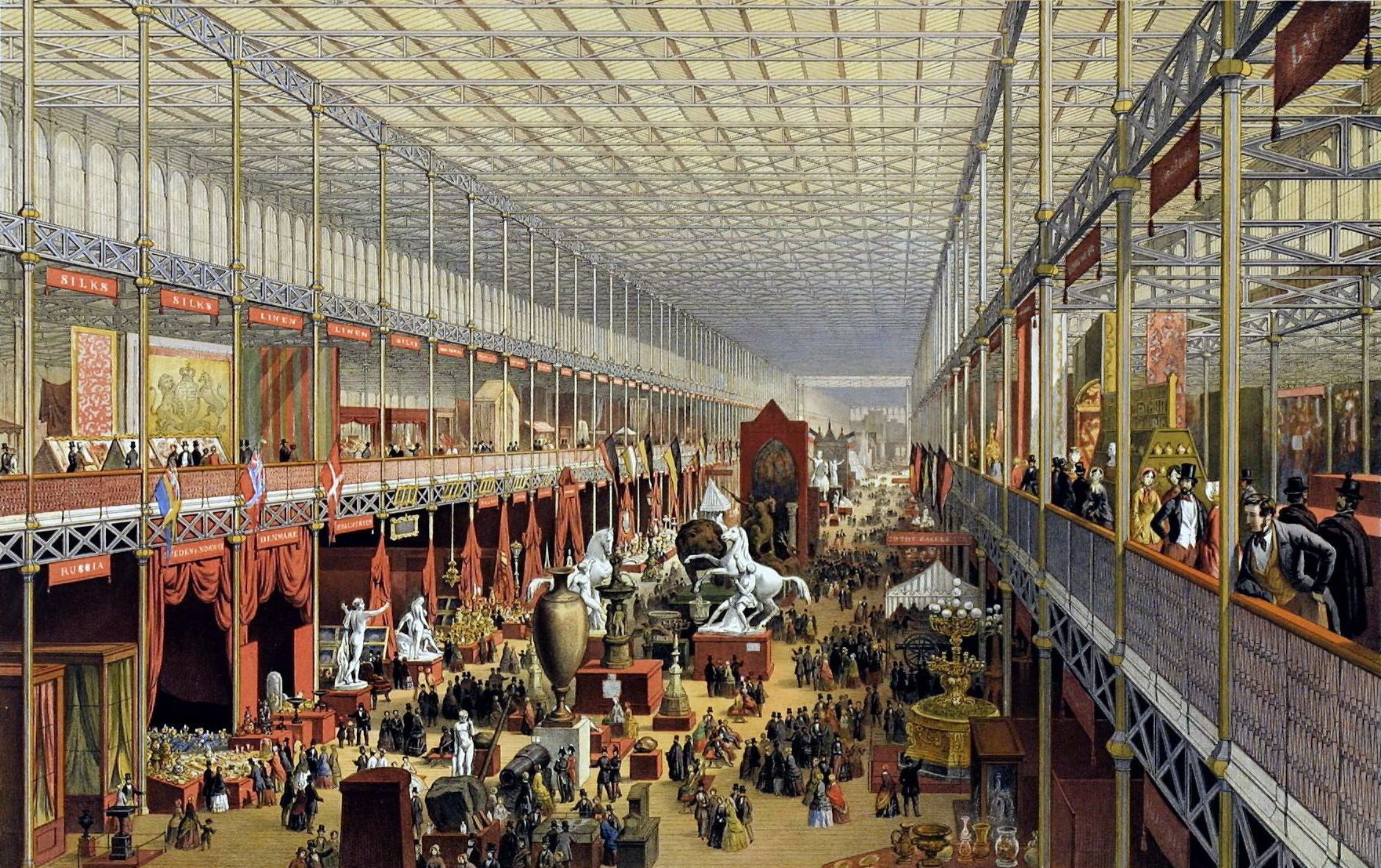
L'intérieur du Crystal Palace.

Fox, Henderson and Co commence le chantier en juillet 1850 et érige des palissades en bois tout autour du site avec des planches qui sont incorporées au bâtiment pour en faire le plancher à la fin des travaux. Le Crystal Palace est construit par un total d'environ 5 000 ouvriers qui travaillent vite et bien mais gagnent peu. Au maximum 2 000 ouvriers travaillent en simultané sur le site. Plus de mille colonnes en fonte soutenant 2 224 poutres en treillis et 48 kilomètres de gouttières sont construites, pour un total de 4 000 tonnes de fonte,.
Tout d'abord, des piquets sont enfoncés dans le sol pour marquer grossièrement les emplacements des colonnes en fonte ; ces points sont ensuite établis avec précision par des mesures au théodolite. Ensuite, les fondations en béton sont coulées et les plaques de base des colonnes y sont fixées. Une fois les fondations en place, le montage des modules se réalise rapidement.
La construction se déroule bien avant l'apparition des grues motorisées ; le levage des colonnes s'effectuait manuellement à l'aide de bigues. À l'aide de poulies et de cordes suspendues au sommet de l'appareil, les ouvriers hissent les colonnes, les poutres et les autres pièces en place. Dès que deux colonnes adjacentes étaient érigées, une poutre était hissée puis boulonnée sur elles. Les colonnes sont érigées par paires opposées, puis deux autres poutres sont reliées pour former un carré qui constitue la structure de base de chaque module. Lorsqu'un nombre raisonnable de travées sont réalisées, les colonnes de l'étage supérieur sont érigées. Une fois la structure du rez-de-chaussée terminée, l'assemblage final de l'étage supérieur suit rapidement.

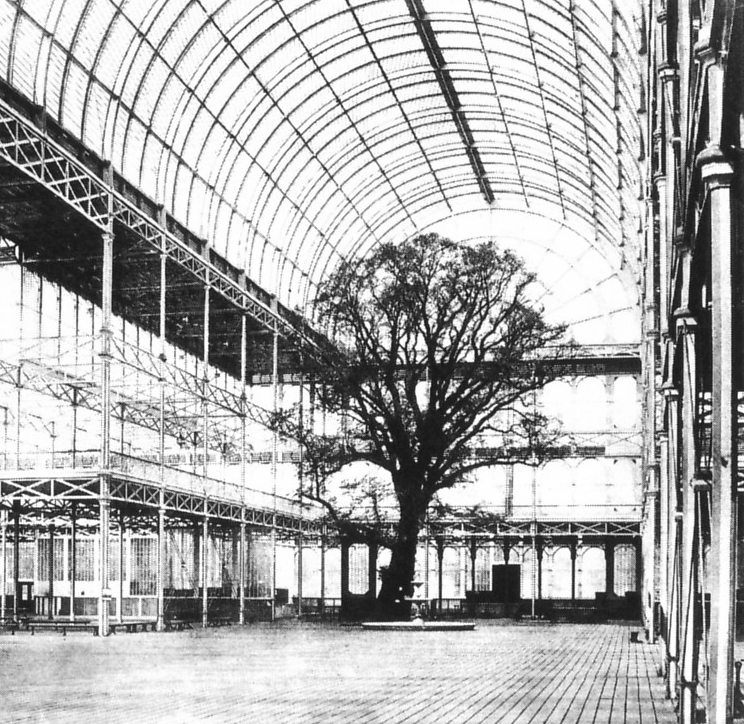
Un arbre enfermé dans le Crystal Palace.

Pour les vitres, Paxton a conçu des versions agrandies des machines qu'il avait conçues à l'origine pour le conservatoire de Chatsworth, en installant sur place des systèmes de production à la chaîne, alimentés par des machines à vapeur, qui concevaient les différentes pièces du bâtiment. Parmi elles se trouvent une machine qui rainurait mécaniquement le cadre en bois des fenêtres et une machine à peindre qui trempait automatiquement les pièces dans la peinture puis les faisait passer dans une série de brosses rotatives pour éliminer l'excédent.
Les derniers éléments majeurs à être mis en place sont les 16 structures semi-circulaires du transept arrondi, qui sont par ailleurs les seules pièces majeures en bois. Elles sont mises en place en une semaine. Grâce à la simplicité de la conception de Paxton et à l'efficacité combinée du constructeur et de ses fournisseurs, l'ensemble de la structure est assemblé avec une rapidité extraordinaire : une équipe de 80 hommes pouvait fixer plus de 18 000 vitres en une semaine. Le bâtiment est achevé et prêt à recevoir l'exposition en seulement cinq mois.
D'après une étude menée par John Gardner de l'université Anglia Ruskin publiée dans l'International Journal for the History of Engineering & Technology, la vitesse de construction est surtout due à l'usage pour la première fois d'écrous et de boulons qui inspirent par la suite la norme British Standard Whitworth (BSW).
Des ormes qui poussaient dans le parc ont été déracinés puis replantés dans le hall d'exposition central, près d'une fontaine en cristal haute de 8 mètres. Paxton est acclamé dans le monde entier pour son œuvre et est élevé au rang de chevalier par la reine en reconnaissance de son travail. Le bâtiment final fait 563 mètres de long, 139 mètres de large et jusqu'à 41 mètres de haut ; il offre une surface d'exposition de 92 000 m2 et pèse 4 210 tonnes en prenant uniquement en compte la fonte et le verre.

## Exposition universelle de 1851

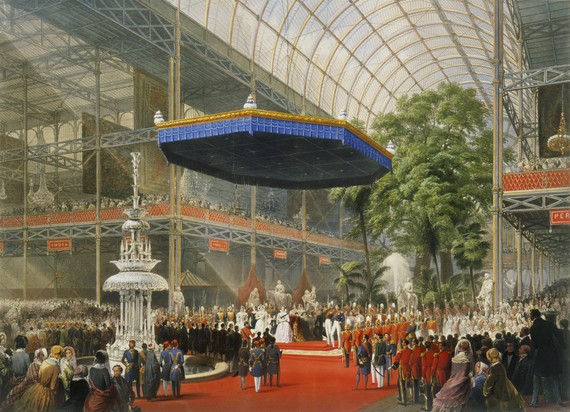
La reine Victoria inaugurant l'Exposition universelle de 1851.

L'Exposition universelle de 1851 est inaugurée par la reine Victoria le 1er mai. Il s'agit de la première exposition culturelle et industrielle mondiale. Elle réunit près de 100 000 objets exposés sur une longueur de près de 16 km par plus de 15 000 exposants. Le Royaume-Uni occupe la moitié de tous les présentoirs, montrant les richesses de son pays et de son empire colonial. La France est le deuxième plus grand exposant. Les expositions sont réparties en quatre thématiques principales : matières brutes, machinerie, industriels et beaux-arts. Parmi les objets exposés se trouvaient le diamant Koh-i-Nor, de la porcelaine de Sèvres, des orgues, une immense presse hydraulique et un camion de pompier.

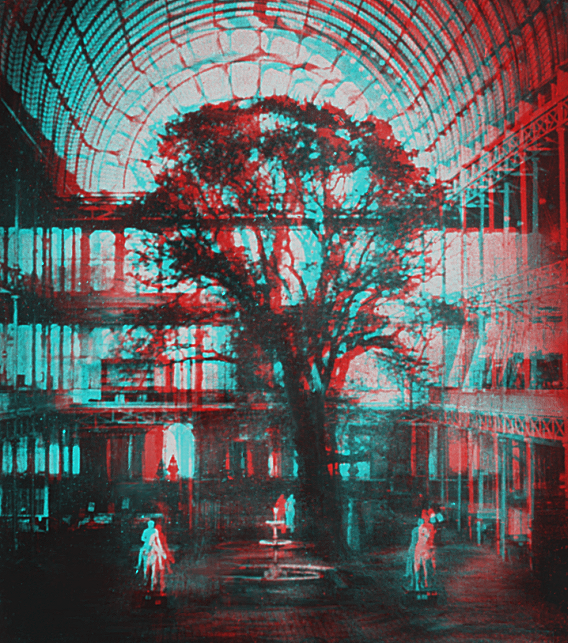
Une image anaglyphique réalisée à partir d'un daguerréotype stéréoscopique au Crystal Palace en 1851.

La première semaine, le ticket d'entrée était fixé à 1 £ ; il est réduit à cinq shillings pour les trois semaines suivantes, un prix qui limitait tout de même l'entrée à la classe moyenne et aux aristocrates. Les classes laborieuses sont finalement invitées à voir l'exposition le 26 mai, lorsque le prix est réduit à un shilling (bien qu'il soit fixé à deux shillings et six pence les vendredis et à cinq shillings les samedis). Plus de six millions de visiteurs découvrent l'exposition, mais on ignore combien d'entre eux y sont passés plusieurs fois. L'évènement génère un bénéfice de 186 000 £ (environ 25 720 000 £ actuels) qui est utilisé pour construire le Victoria and Albert Museum, le Science Museum et le Musée d'histoire naturelle à South Kensington.
Le Crystal Palace est le premier bâtiment à disposer dès sa construction de toilettes publiques, les « Chambres de retraite » dans lesquelles l'ingénieur sanitaire George Jennings a installé ses toilettes à chasse d'eau (initialement à destination des hommes, puis des femmes). Lors de l'exposition, 827 280 visiteurs ont payé chacun un penny pour pouvoir les utiliser. L'Exposition universelle ferme le 15 octobre 1851.

## Sydenham Hill

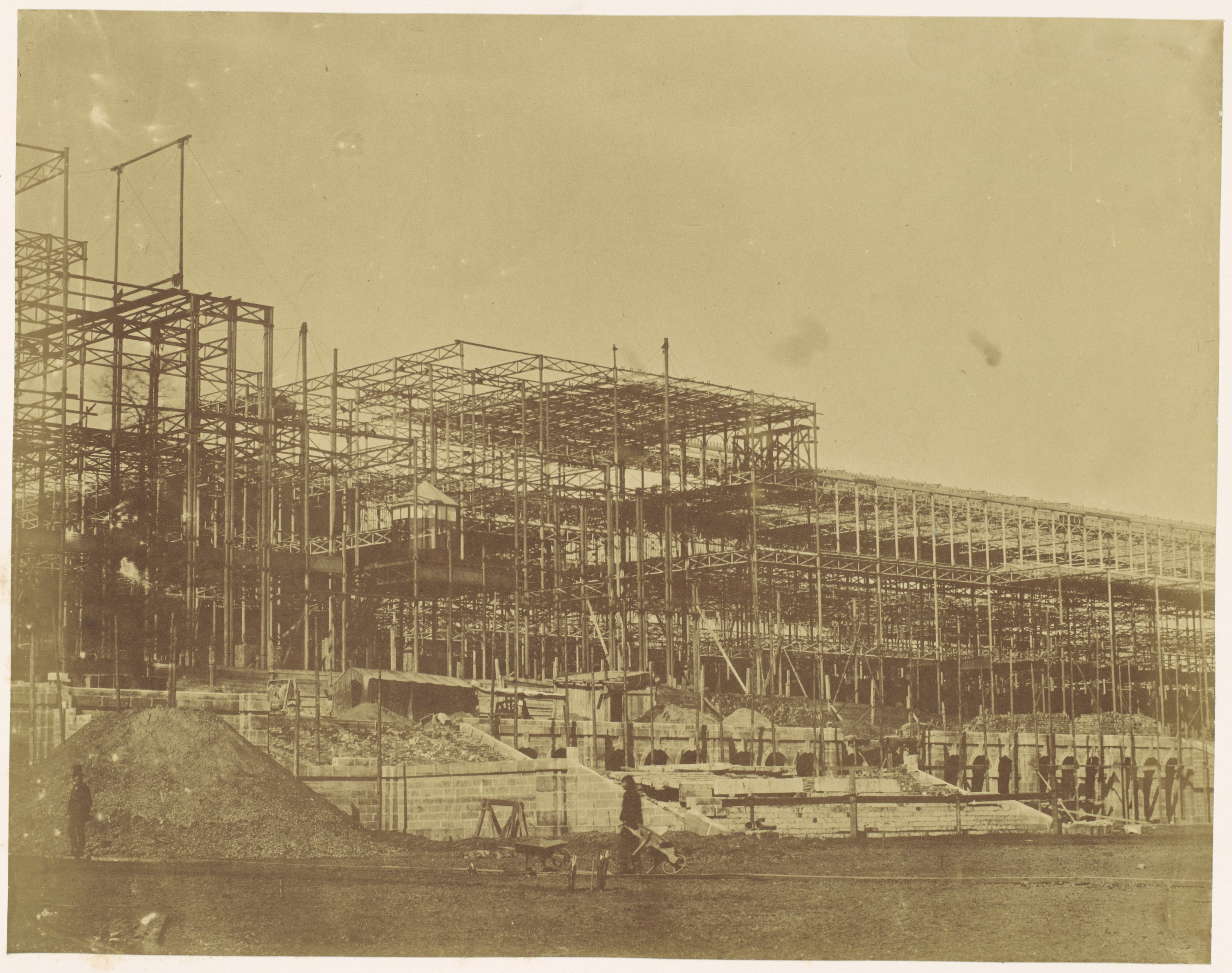
Le Crystal Palace en construction à Sydenham Hill en 1854.

### Démontage et réaménagement

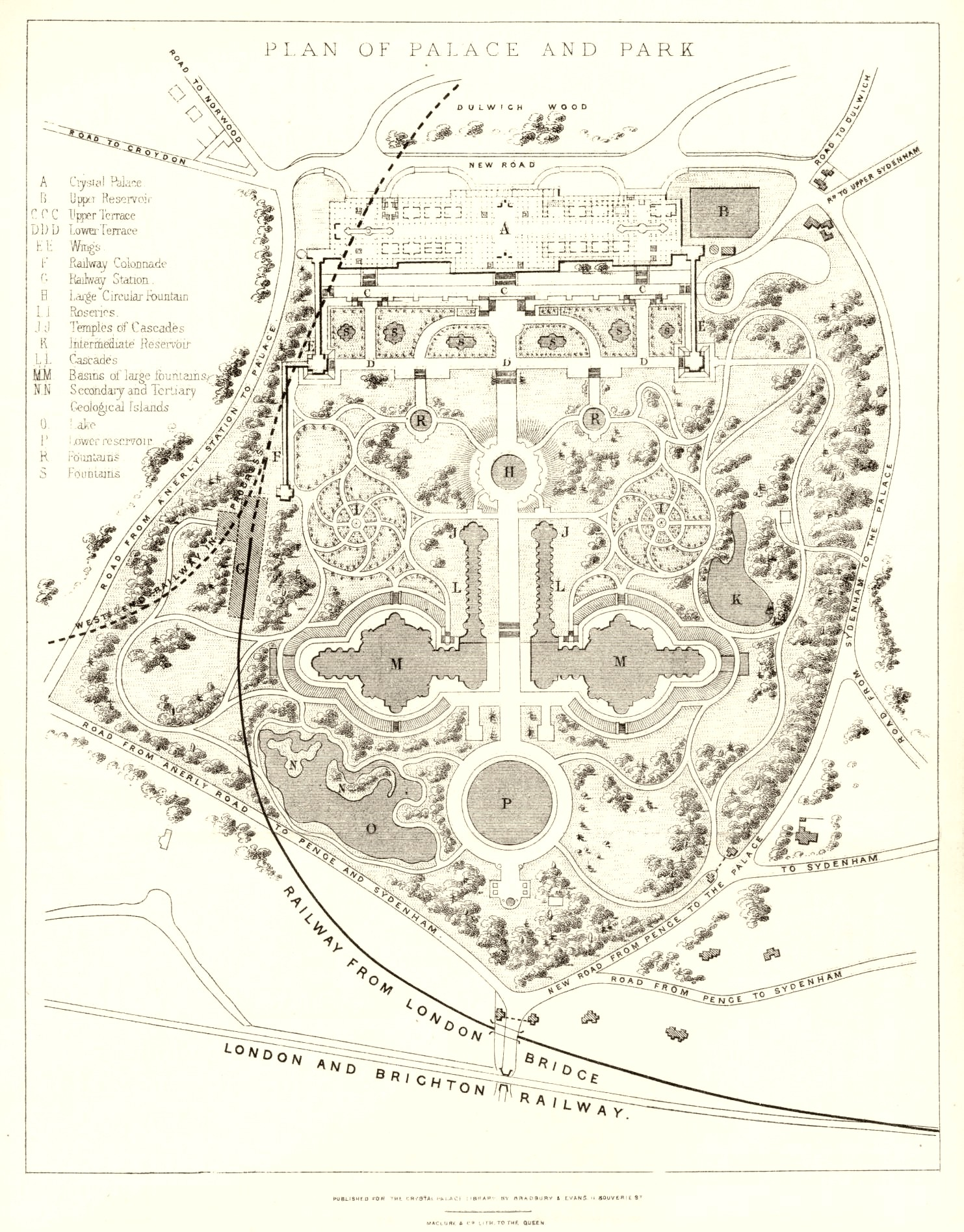
Un plan du Crystal Palace et de son parc en 1857.

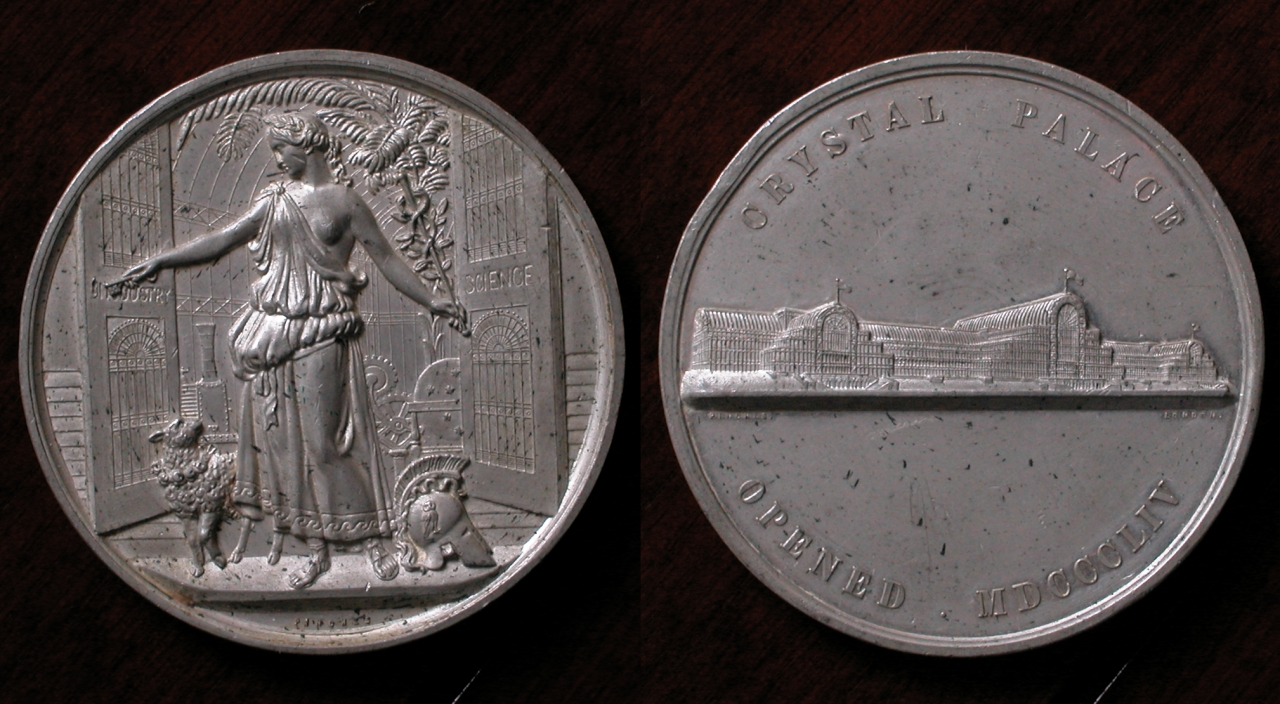
Médaille commémorative du déplacement.

L'Exposition universelle dure six mois, puis la question de l'avenir du bâtiment se pose. Contrairement au souhait des opposants parlementaires, un consortium de huit hommes d'affaires dont Samuel Laing, membre du conseil d'administration de la London, Brighton and South Coast Railway (en) (LB&SCR), créent une holding nommée The Crystal Palace Company et proposent que le bâtiment soit démantelé et reconstruit sur la propriété de Penge Place, située au sommet de Sydenham Hill.
La reconstruction du Crystal Palace à Sydenham Hill débute en 1852. Le nouveau bâtiment, comprenant une grande partie des éléments de construction de celui de Hyde Park, est visuellement différent du précédent et considéré comme une nouvelle structure dans un style Beaux-Arts. La galerie principale est redessinée et recouverte d'un toit voûté en berceau ; le transept central est élargi et réhaussé ; la grande arche de l'entrée principale est entourée d'une façade entièrement repensée et desservie par un ensemble imposant de terrasses et d'escaliers. Ce nouveau bâtiment fait 490 m de long sur 117 m de large.
Le transept principal fait 200 pieds (environ 60 m) de haut, les châteaux d'eau 300 pieds (environ 90 m) de haut et l'ensemble de l'ouvrage construit couvre une envergure de 623 m de long.
Le nouveau bâtiment est surélevé de quelques mètres par rapport au sol et deux grands transepts sont ajoutés de part et d'autre de la galerie principale. Il est tant modifié et élargi qu'il s'étend au-delà de la frontière de Penge Place, qui est également la frontière entre le Surrey et le Kent. Cette reconstruction est photographiée à des fins d'archivage par Philip Henry Delamotte. Ses photographies sont publiées au fil du temps dans différents travaux. La Crystal Palace Company charge Negretti & Zambra de produire des stéréographies de l'intérieur et de l'extérieur du bâtiment. Le nouveau Crystal Palace est construit en deux ans et est inauguré le 10 juin 1854 par la reine Victoria en présence de 40 000 invités.
Plusieurs localités estimaient être l'endroit où se situait le nouveau bâtiment. L'adresse postale du Crystal Palace était à Sydenham (SE26) après 1917, mais la majorité du bâtiment et de ses terrains étaient situés dans la ville de Penge. L'est du bâtiment était situé à Beckenham, dans le Kent. À sa construction, la plupart de ses bâtiments se trouvaient dans le comté de Surrey, tout comme la majorité des terrains, mais le déplacement de sa frontière en 1899 accorde la totalité du site au district urbain de Penge, dans le comté de Kent. Le site se trouve aujourd'hui dans la circonscription de Crystal Palace & Anerley située dans le borough londonien de Bromley.
Deux stations de chemin de fer sont ouvertes afin de desservir le Crystal Palace :
- La station supérieure du Crystal Palace : développée par la London, Chatham and Dover Railway, cette station de métro conçue par Edward Middleton Barry dessert l'entrée principale du bâtiment.
- La station inférieure du Crystal Palace : développée par la London, Brighton and South Coast Railway (en), elle se trouve à proximité d'Anerley Road.

La station inférieure est toujours en activité aujourd'hui sous le nom gare de Crystal Palace, tandis que seul le bâtiment de l'autre station subsiste. Il est doté d'un toit en mosaïque italienne et est un monument classé. Le sud du site est desservi par la gare de Penge West. Pendant quelque temps, cette station était desservie par une voie ferrée aérienne

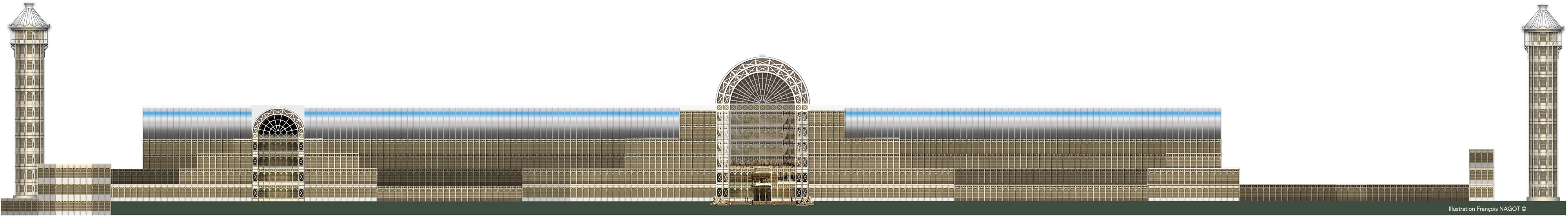
La façade principale du Crystal Palace reconstruit à Sydenham en 1853.

### Expositions et évènements
Des dizaines d'experts dont Matthew Digby Wyatt et Owen Jones ont été chargés de créer un ensemble d'expositions permanentes faisant une histoire narrative des beaux-arts. Parmi les expositions retenues se trouve celle sur le Moyen Âge d'Augustus Pugin créée à l'occasion de l'Exposition universelle. Les thématiques couvertes comprennent l'Égypte antique, l'Alhambra, la Rome antique, la Renaissance, Pompéi et la Grèce antique.
L'année de la réouverture, 18 guides sont édités et mis à la disposition des visiteurs dans la bibliothèque du Crystal Palace par Bradbury and Evans afin de les guider dans la nouvelle exposition. Plusieurs d'entre eux sont rédigés par les experts impliqués dans la création de cette exposition. Par exemple, le guide de 1854 au sujet de l'exposition sur l'Égypte antique, détruite dans un incendie en 1866, avait comme titre : « L'exposition sur l'Égypte antique au Crystal Palace. Description par Owen Jones, architecte, et Joseph Bonomi, sculpteur ». Celui qui présentait l'exposition sur les dinosaures était intitulée : « Géologie et Habitants de l'Ancien Monde. Description par Richard Owen, FRS. Les animaux construits par B.W. Hawkins, FGS »,.

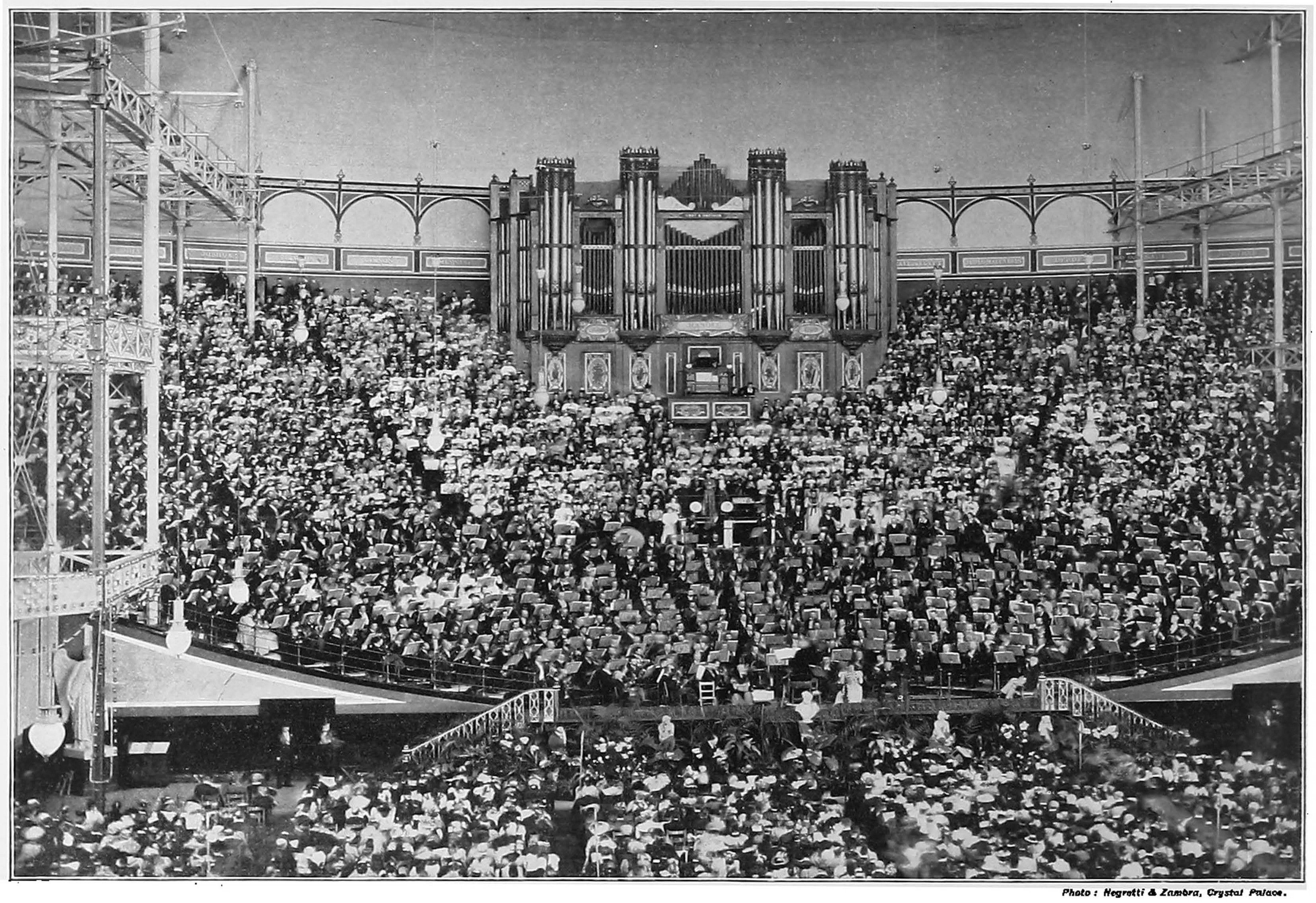
Un concert de Haendel en 1887.

Dans le transept central se trouvait un Grand Orchestre pour 4 000 musiciens construit autour d'un Grand Orgue de 4 500 tuyaux. La salle de concert disposait de 4 000 places assises et a notamment accueilli des concerts de Georg Friedrich Haendel et plusieurs autres organisés par August Manns (en) de 1855 à 1901. Au-delà des concerts, plusieurs expositions temporaires et spectacles étaient organisés dans le Crystal Palace. De nombreuses célébrités ont visité les lieux, dont Emma Darwin, l'épouse de Charles Darwin.
Une fois, le transept central a accueilli un cirque où plusieurs artistes ont démontré leurs talents, dont le funambule français Charles Blondin. Au fil des ans, plusieurs dirigeants du monde entier ont visité le palace et ont bénéficié d'évènements spéciaux, qui proposaient tous des guides détaillés. Celui consacré à Giuseppe Garibaldi était intitulé « Réception et Concert Italiens du Général Garibaldi Samedi 16 Avril 1864 » et celui consacré au Chah de Perse « Crystal Palace. Grande Fête en l'honneur de Sa Majesté Le Chah de Perse KG. Samedi 6 Juillet ».

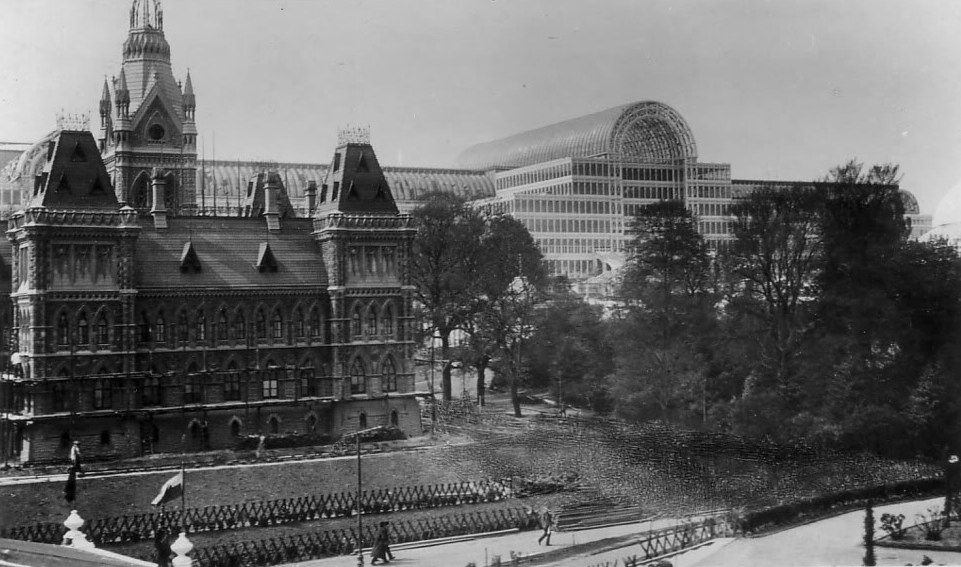
Le pavillon canadien lors du Festival of Empire 1911.

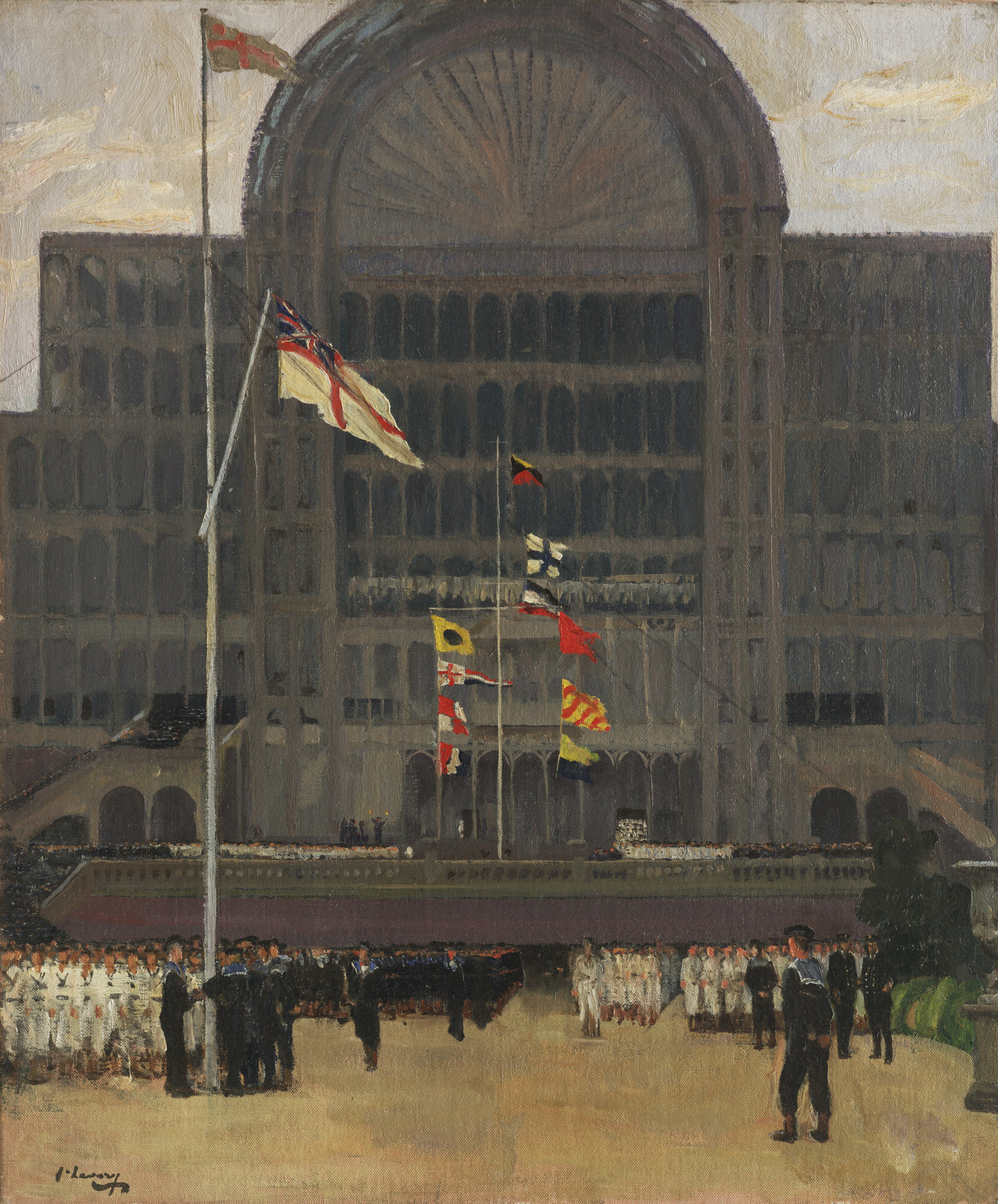
Des militaires britanniques devant le Crystal Palace en 1917, peinture de John Lavery.

Depuis la réouverture, des programmes destinés à toutes les expositions sont imprimés d'abord uniquement pour la saison estivale, puis de manière quotidienne. Par exemple, le programme de l'été 1864 (« Programme des arrangements pour la onzième saison, commençant le 1er mai 1864 ») mettait en avant le festival du tricentenaire de Shakespeare et un cours donné par le designer Christopher Dresser. Le « Programme pour le lundi 6 octobre (1873) » mettait quant à lui en avant une exposition de récolte de fruits et la collection australasienne réunissant des objets de Tasmanie, de Nouvelle-Calédonie, des Îles Salomon, d'Australie et de Nouvelle-Zélande, ainsi qu'une grande fête militaire. La plupart de ces programmes sont édités par Dickens and Evans, nommé après Charles Dickens Jr, fils de Charles Dickens, et son beau-père Frederick H. Evans.
En 1868, la première exposition aéronautique du monde est organisée au Crystal Palace. En 1871, la première exposition féline du monde y est organisée par Harrison Weir. D'autres évènements, dont des expositions canines, de pigeons, de miel et de fleurs se déroulent au palace, ainsi que le premier salon automobile du pays. Le premier match mondial de bandy est joué au palace en 1875 ; à l'époque, on parlait de hockey sur la glace. Charles Spurgeon y a également prononcé un sermon devant une foule de 23 654 personnes le 7 octobre 1857.
L'Exposition africaine de 1895 au Crystal Palace présentait des animaux, des oiseaux et des reptiles africains, ainsi qu'un groupe de six Somalis. En 1905 se tient l'Exposition coloniale et indienne qui connaît un succès plus important que l'exposition de 1895.
Une description élogieuse d'une visite du Crystal Palace se trouve dans le poème « The Crystal Palace » de John Davidson (en) publié en 1909. La même année, Robert Baden-Powell remarque l'intérêt des filles pour le scoutisme alors qu'il assiste à une réunion des Boy Scouts au Crystal Palace. Cette observation a permis par la suite la création des Girl Guides, puis des Girl Scouts,.

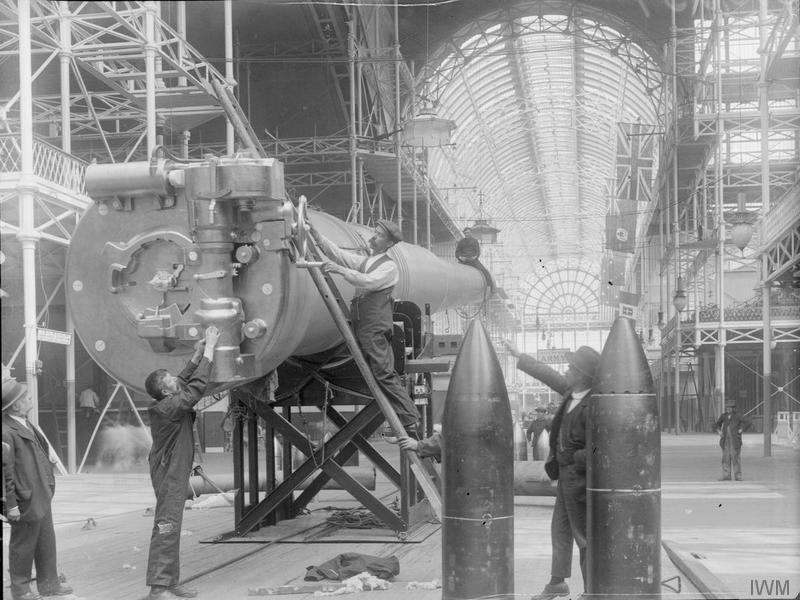
Un canon dans l'Imperial War Museum au Crystal Palace en 1920.

En 1911, le Festival of Empire se tient au Palace pour célébrer le couronnement de George V et de Mary de Teck. De grands pavillons sont construits pour et par les Dominions ; celui du Canada, par exemple, était une réplique du Parlement d'Ottawa. De très nombreuses pyrogravures sont réalisées lors du festival et présentées dans le catalogue publié immédiatement après l'évènement par Knight, Frank and Rutley et Horne & Co.
Pendant la Première Guerre mondiale, il sert de terrain de formation pour la marine britannique sous le nom de code HMS Victory VI, et connu de manière informelle sous le nom HMS Crystal Palace. Plus de 125 000 hommes de la Royal Naval Division, la Royal Naval Volunteer Reserve et du Royal Naval Air Service y sont formés à la guerre. Vers la fin du conflit, le Crystal Palace réouvre en accueillant l'Imperial War Museum. Quelques années plus tard, l'Imperial War Museum déménage à South Kensington, puis vers le Geraldine Mary Harmsworth Park dans les années 1930.

### Crystal Palace Park

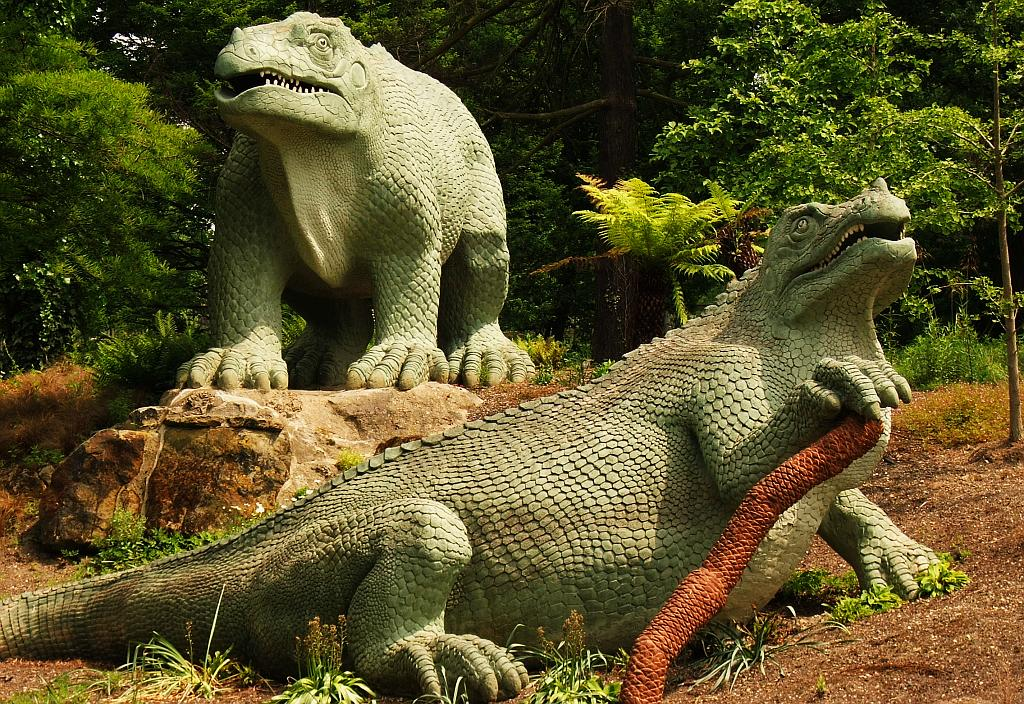
Une reproduction d'un iguanodon dans le Crystal Palace Park.

Le développement des terrains et des jardins du parc entourant le Crystal Palace a coûté considérablement plus que la reconstruction du palace. Edward Milner (en) en dessine les jardins à l'italienne, les fontaines, le Grand Labyrinthe et les jardins à l'anglaise. Raffaele Monti en dessine la majorité des statues entourant les bassins des fontaines ainsi que les urnes, les tasses et les vases décoratifs répartis dans le parc.

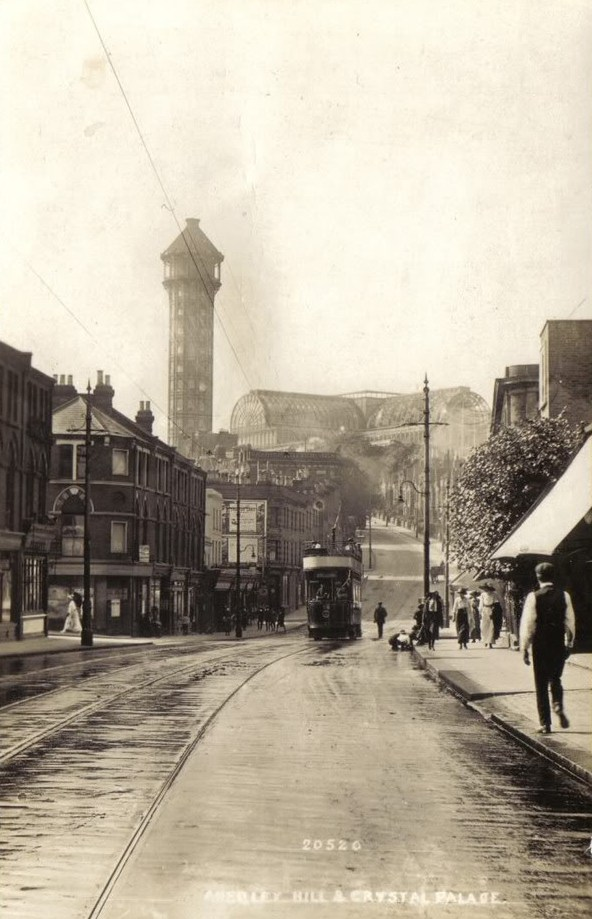
L'un des châteaux d'eau vu depuis Anerley, c. 1910.

33 reproductions de dinosaures et d'animaux éteints de taille réelle dessinés par Richard Owen sont conçues et réalisées par le sculpteur Benjamin Waterhouse Hawkins. Ils existent toujours aujourd'hui, bien que l'on sache désormais qu'ils sont anatomiquement inexacts. De nombreux évènements sont organisés dans le parc, dont des spectacles, des concerts, des expositions et des évènements sportifs. Plusieurs terrains de sport sont aménagés dans le parc à cet effet. La plupart des finales de la coupe de football anglaise se sont disputées dans le parc du Crystal Palace entre 1895 et 1914. La dernière année, George V devient le premier roi britannique à assister à une finale de football.
Joseph Paxton était avant tout un jardinier et sa qualité de créateur de jardins, fontaines, terrasses et autres cascades prouve sa dextérité. L'approvisionnement en eau était toutefois un problème majeur. Des milliers de litres étaient nécessaires pour faire fonctionner la myriade de fontaines et de cascades présentes dans le parc du Crystal Palace. Les deux jets les plus hauts atteignaient 76 m.
Des châteaux d'eau sont construits pour résoudre ce problème, mais le poids de l'eau dans leurs réservoirs cause leur effondrement. Isambard Kingdom Brunel est consulté et conçoit deux énormes tours, une à l'extrémité nord, l'autre au sud de l'édifice. Chacune peut supporter une charge d'eau conséquente provenant de réservoirs installés à chaque bout du parc. Les grandes fontaines et cascades sont inaugurées, une fois encore en présence de la reine, qui est arrosée par un coup de vent.

### Déclin

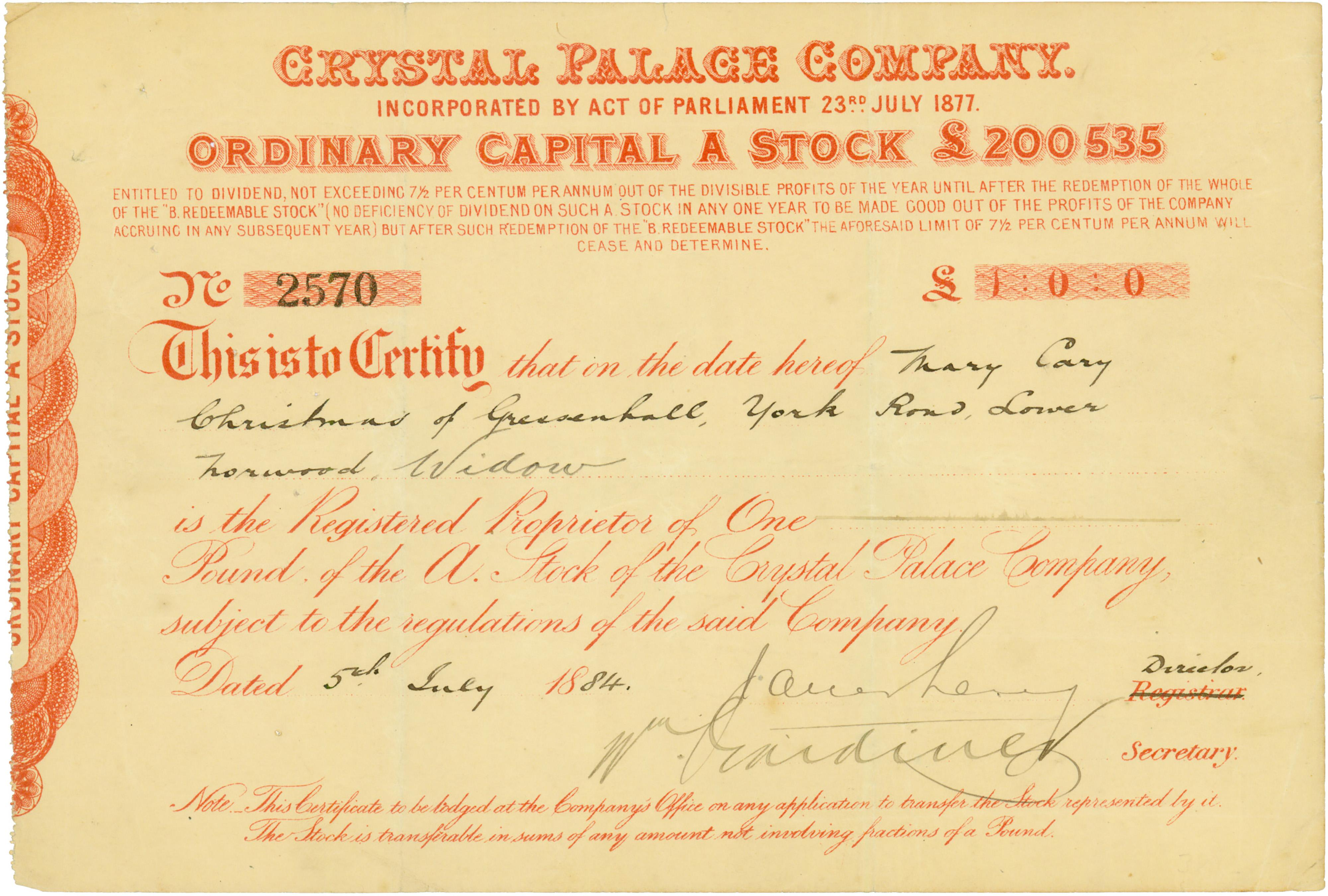
Action de la Crystal Palace Company en date du 5 juillet 1884.

Alors que le Crystal Palace de Hyde Park a coûté 150 000 £ (environ 20,8 millions de £ en 2023), le déménagement à Sydenham Hill a coûté 1 300 000 £ (environ 166 millions de £ en 2023), provoquant une lourde dette à la Crystal Palace Company qu'elle n'est jamais parvenue à rembourser. Cela s'explique en partie par le fait que le prix du billet d'entrée ait été réduit afin d'attirer les visiteurs au cours des premières années : de nombreuses personnes travaillaient tous les jours sauf le dimanche, jour où le palace était fermé,. La Lord's Day Observance Society conseillait que les employés du palace travaillent le dimanche en échange d'un jour de congé supplémentaire. Le palace est finalement ouvert les dimanches en 1860. Un dimanche de mai 1861, 40 000 visiteurs sont comptabilisés.
Dans les années suivant le Festival of Empire, le bâtiment tombe en décrépitude, avec l'incapacité de rénover et d'entretenir ce grand édifice. En 1911, la Crystal Palace Company est en faillite. Robert Windsor-Clive, 1er comte de Plymouth, le rachète pour 230 000 £ (environ 29 585 782 £ en 2023) afin de le sauver des promoteurs immobiliers et en espérant qu'une levée de fonds menée par le lord-maire de Londres puisse le rembourser. En 1913, celui-ci annonce qu'il manque 90 000 £ afin de rembourser totalement l'achat. The Times relaye cet appel, ce qui contribue à obtenir la somme en 13 jours. Le conseil du borough de Camberwell refuse finalement d'y contribuer, et le conseil du district urbain de Penge réduit sa contribution de 20 000 à 5 000 £. Le comte de Plymouth finit par ajouter la somme manquante lui-même.
Dans les années 1920, un conseil d'administration est créé sous l'impulsion de Henry Buckland. Il est décrit comme un homme ferme mais juste qui appréciait fortement le Crystal Palace. Il décide de rénover le palace, ce qui fait revenir quelques visiteurs. Buckland et les autres conseillers ont également travaillé à l'amélioration des fontaines et des jardins, mettant notamment en place des spectacles de feu d'artifice les jeudis soir.

### Incendie

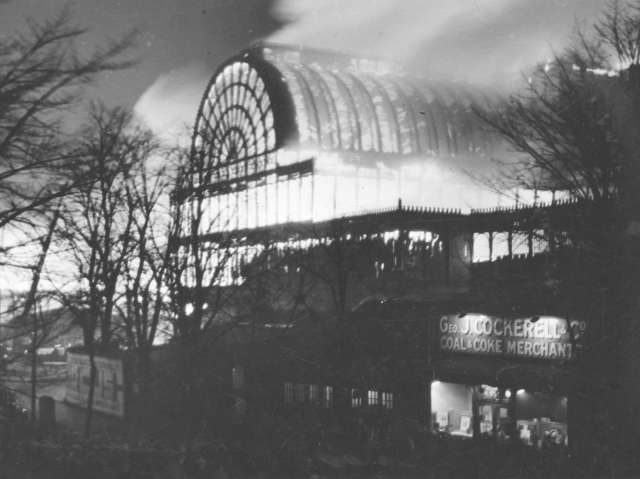
Le Crystal Palace en feu.

Le soir du 30 novembre 1936, alors que Henry Buckland se baladait près du palace avec sa fille, il aperçoit une lueur rouge à l'intérieur du bâtiment. Lorsqu'il y entre, il trouve deux de ses employés en train de lutter contre un petit feu dans un bureau provoqué par une explosion dans le vestiaire des femmes,. Se rendant compte que l'incendie gagnait en ampleur, ils décident d'appeler les pompiers de Penge. Bien que 89 fourgons et 400 pompiers de la London Fire Brigade et trois autres corps aient été mobilisés, le feu est hors de contrôle et impossible à maîtriser.
Le palace est détruit en quelques heures. L'incendie, alimenté par le bois d'œuvre de l'édifice et les éléments d'expositions et attisé par un vent violent, est visible à 10 kilomètres à la ronde et sa lueur depuis huit comtés. Tout comme en 1866, lorsqu'un incendie avait détruit le transept nord, le bâtiment n'est pas correctement assuré pour que l'ensemble des destructions estimées à 2 000 000 £ soient couvertes.
Henry Buckland déclare : « En quelques heures nous avons vu la fin du Crystal Palace. Mais il vivra non pas dans nos mémoires d'Anglais, mais des habitants du monde entier ». Près de 100 000 personnes sont venues jusqu'à Sydenham Hill pour observer ce triste spectacle dont Winston Churchill, en provenance de la Chambre des communes, qui déclare : « C’est la fin d’une époque »,.
Le château d'eau sud et la majorité du rez-de-chaussée du palace étaient alors utilisés par John Logie Baird, pionnier dans le développement de la télévision mécanique, comme lieux d'expérimentation. Beaucoup de ses éléments de travail ont disparu dans l'incendie,. D'après lui, l'incendie était un acte de sabotage délibéré contre son travail, bien qu'aucune preuve ne puisse le prouver. On ignore ce qui est véritablement à l'origine de l'incendie.

### Postérité

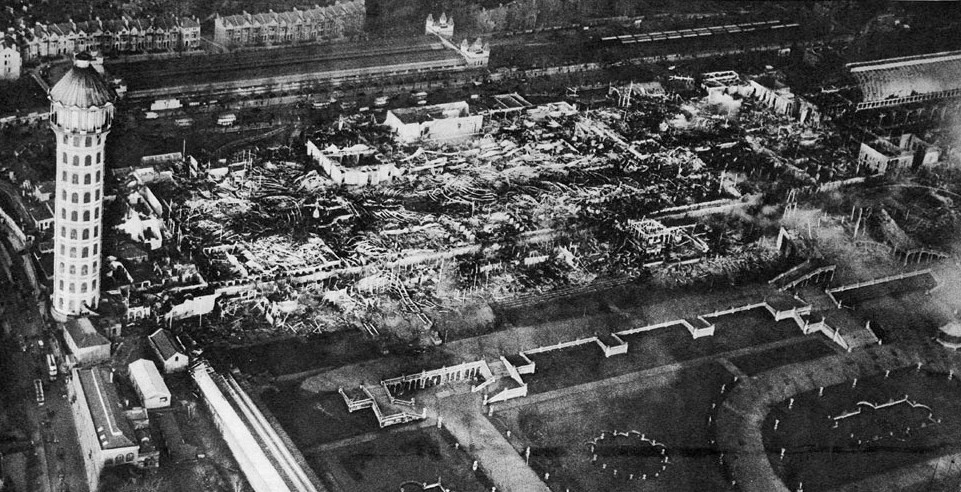
Les décombres du Crystal Palace le 1^{er} novembre 1936.

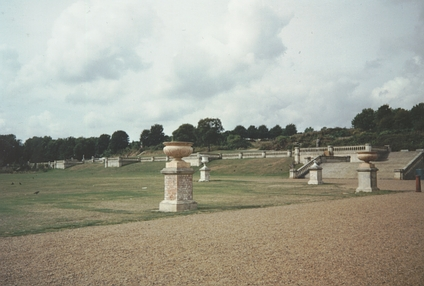
L'ancienne terrasse du Crystal Palace en 1993.

Seuls les deux châteaux d'eau et une partie de l'aile nord du palace survivent à l'incendie, bien que cette aile soit détruite peu après l'incendie en raison de sa fragilité. Le château d'eau sud situé à gauche de l'entrée principale est démoli peu après, puisqu'il était gravement endommagé et risquait de s'effondrer sur les maisons voisines. Thos. W. Ward Limited de Sheffield est chargé de vider le site des décombres du Crystal Palace.
Le château d'eau nord est détruit à l'explosif en 1941,. Aucune raison officielle n'est donnée à cette démolition, mais il est largement considéré qu'il est détruit afin que la Luftwaffe ne puisse pas s’en servir comme repère dans sa route vers Londres. Les bombardiers allemands suivaient le cours de la Tamise pour atteindre la capitale britannique. Les terrains du Crystal Palace sont reconvertis en manufacture d'écrans radar pour les avions et d'autres éléments informatiques nécessaires au conflit. Le tout est resté strictement confidentiel jusqu'à plusieurs années après la fin de la guerre.
Après la destruction du palace, la station supérieure du Crystal Palace est de moins en moins fréquentée et finit par fermer en 1954. Après 1945, le site connaît des utilisations très diverses. Entre 1927 et 1972, le circuit automobile de Crystal Palace est établi dans le parc avec le soutien du Conseil du Grand Londres, mais le bruit qu'il générait causait des désagréments pour les habitants, ce qui mène à une décision judiciaire imposant des horaires d'activité réduites au circuit. L'émetteur de Crystal Palace est construit à l'emplacement de l'ancien aquarium au milieu des années 1950. Il s'agit du point de diffusion principal de la télévision londonienne.

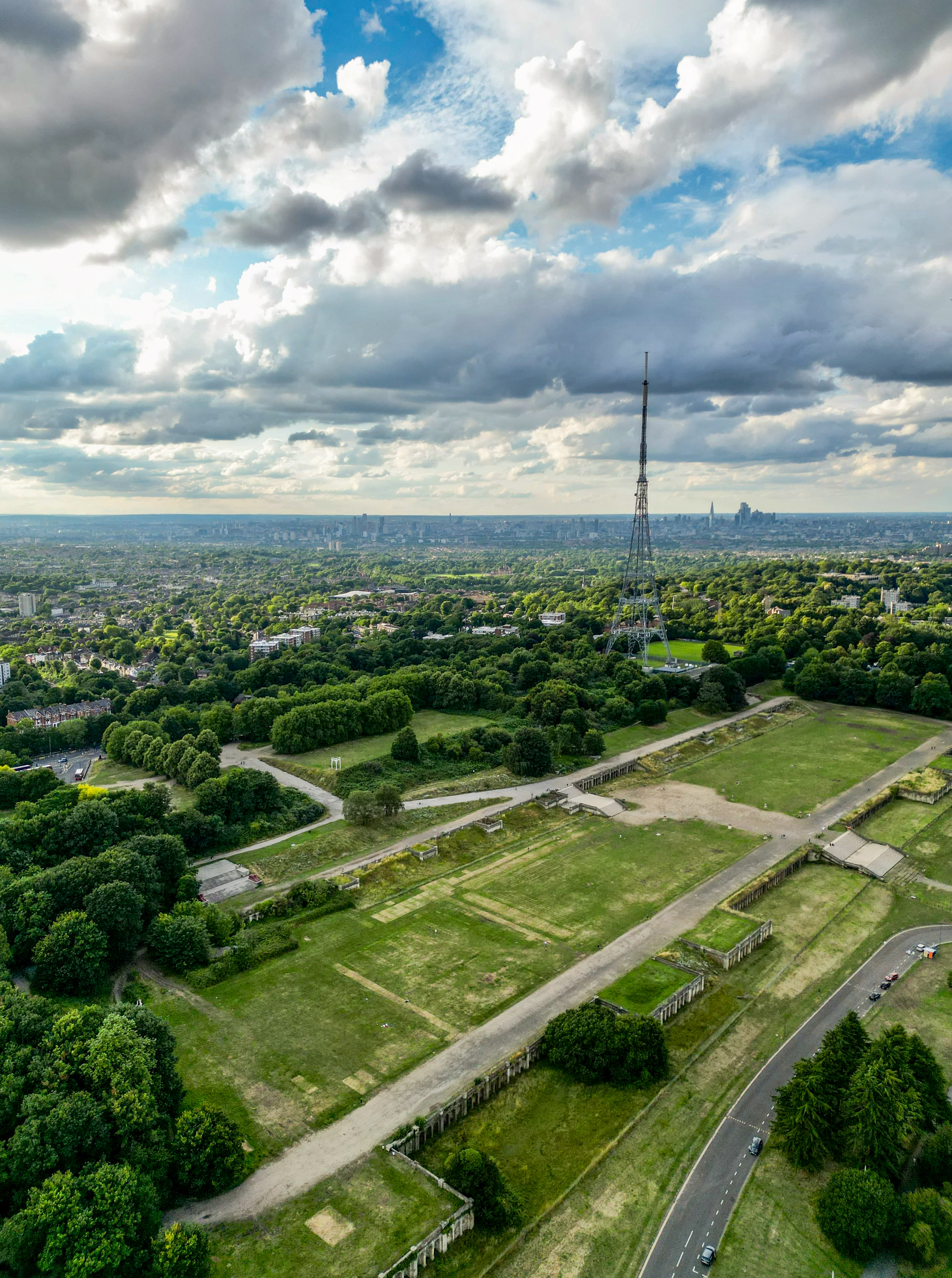
Les ruines du Crystal Palace et l'émetteur en 2024.

À l'angle nord du parc se trouve le Crystal Palace Bowl (en), un amphithéâtre naturel dans lequel des concerts en plein air de grande ampleur sont organisés depuis les années 1960. Ces évènements couvraient un grand nombre de genres musicaux, dont le rock, la pop, le blues et le reggae. Pink Floyd, Bob Marley, Elton John, Eric Clapton et les Beach Boys y ont joué à son apogée. La scène redessinée par Ian Ritchie est reconstruite en 1997. Le Bowl est inactif depuis de nombreuses années et la scène est tombée en décrépitude. En mars 2020, le conseil du borough londonien de Bromley (que dans son territoire le site du palais se trouve) a annoncé travailler avec un groupe d'action local afin de trouver « des propositions économiques créatives et communautaires afin de réactiver une plateforme de concerts appréciée ».
La Crystal Palace Foundation est créée en 1979 pour défendre la mémoire et le respect de ce lieu, symbole d’une période glorieuse de l’histoire anglaise. Son avenir est débattu ; différents plans ont été soutenus mais aucun n’a, à ce jour, été développé.
En 2020, la base et les fondations du château d'eau sont classées monument historique. Elles se trouvent près du Crystal Palace Museum, un musée consacré à l'histoire du bâtiment.

### Propositions de développement
Au fil des ans, de nombreuses propositions de développement du site ont été avancées, sans pour autant aboutir. Parmi elles, la London Development Agency (LDA) souhaitait investir 67,5 millions de £ afin de réaménager les lieux, ajoutant de nouveaux bâtiments et un centre régional des sports. Cette proposition est acceptée après une enquête publique menée en décembre 2010. Avant que la validation ne survienne, la LDA se retire du projet.
En 2013, l'entreprise chinoise ZhongRong Holdings entame des discussions avec le borough londonien de Bromley et le maire de Londres Boris Johnson pour reconstruire le Crystal Palace au nord du parc. Le contrat d'exclusivité de 16 mois signé avec le borough est finalement annulé lorsqu'il arrive à échéance en février 2015.

## Édifices inspirés du Crystal Palace

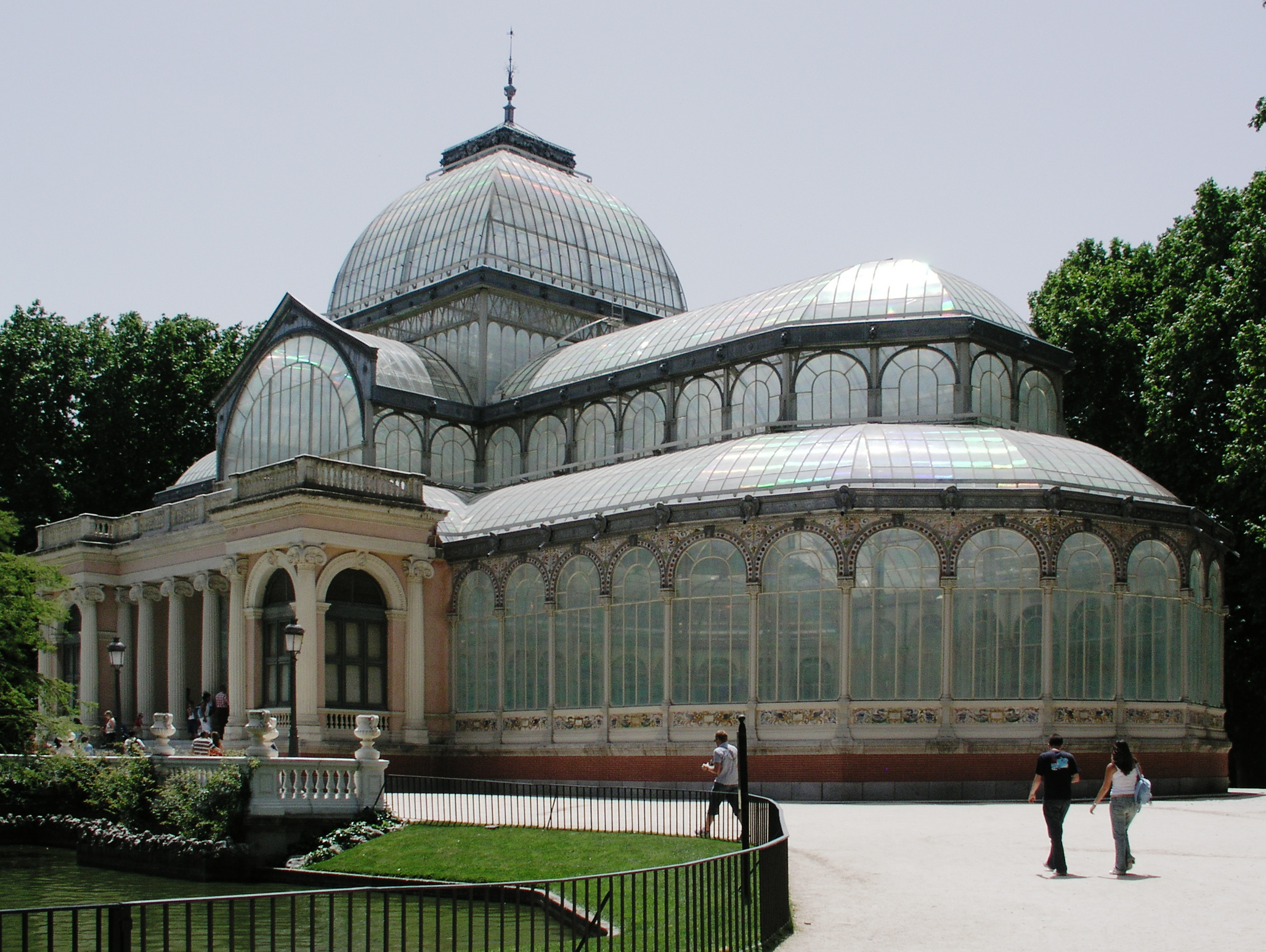
Le Palais de Cristal de Madrid.

Le Crystal Palace a inspiré de nombreux autres bâtiments :
- La Bourse d'Anvers, dont le dôme construit en 1853 et détruit dans un incendie en 1858 est inspiré du Crystal Palace.
- Le Crystal Palace de New York (en) (1853-1858), une éphémère construction au plancher de bois détruite dans un incendie en 25 minutes.

- Le Palais des glaces de Munich (1853-1931), un imposant palais d’expositions de 234 m de long, détruit dans un incendie cinq ans avant son prédécesseur londonien.
- Le Palais de cristal de Montréal (1860-1896), construit pour l'Exposition agricole et industrielle de Montréal en 1860 et détruit dans un incendie en 1896.
- Le Garden Palace (en) de Sydney (1879-1882), construite pour l'Exposition universelle de 1879 et détruite dans un incendie en 1882.

- Le Palais de cristal de Madrid, construit en 1887 dans le parc du Retiro et dessiné par une équipe d’architectes espagnols menée par Alberto de Palacio. Il abrite des expositions temporaires.
- Le Paleis voor Volksvlijt d'Amsterdam (1864-1929), détruit dans un incendie en 1929.

- L'Infomart (en) de Dallas, un bâtiment accueillant des bureaux et des data centers.
- L'escalier d'honneur du château de Ferrières, conçu par Joseph Paxton, est une réplique de celui du Crystal Palace.

## Dans la culture populaire

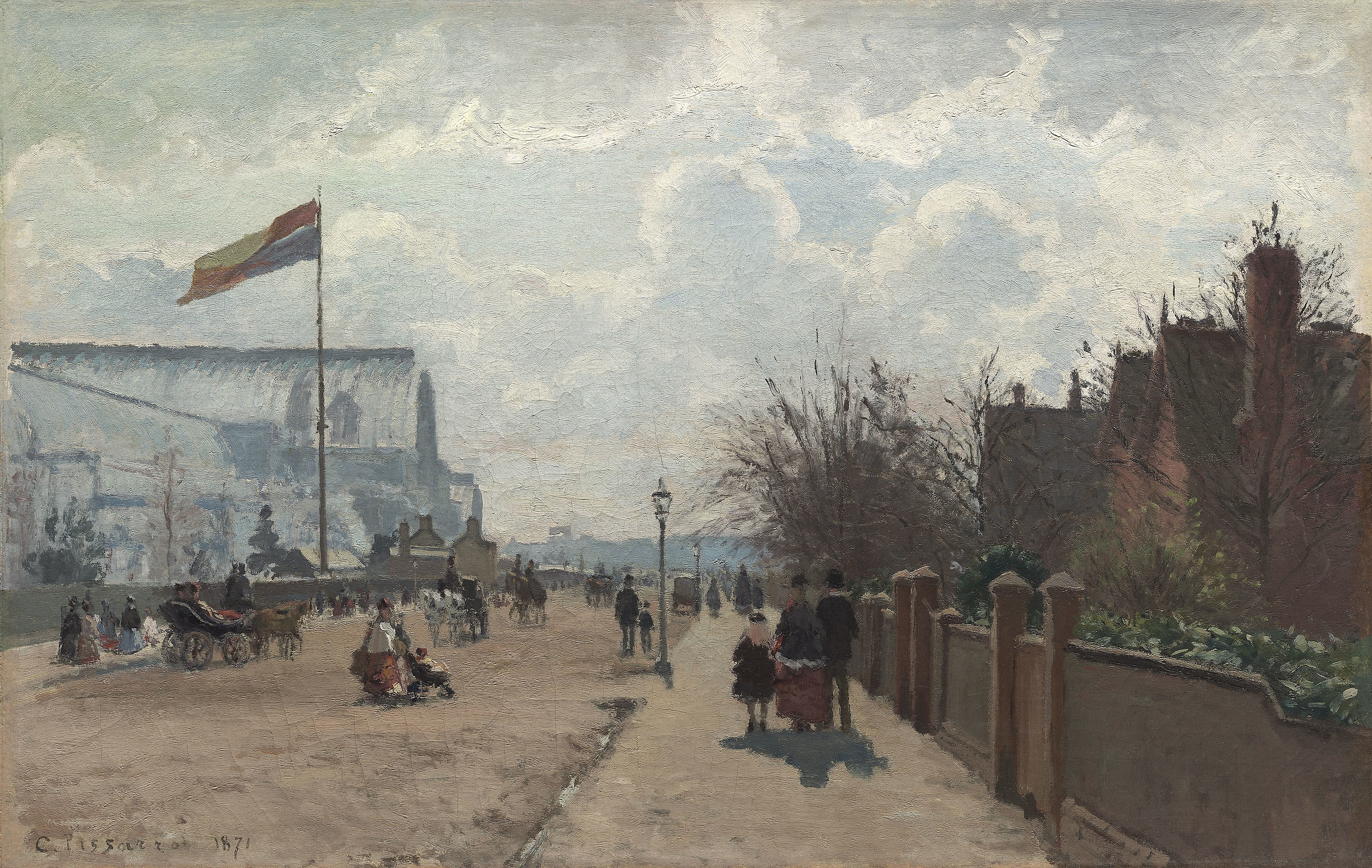
Le Crystal Palace, Londres de Camille Pissarro en 1871.

Le palais a toujours fait forte impression sur les visiteurs venus de toute l'Europe, au nombre desquels beaucoup d'écrivains. Très vite, il est devenu un symbole de la modernité, acclamé par certains et décrié par d'autres.
- Valery Larbaud laissa un court texte décrivant ses impressions du Crystal Palace.
- Dans Que faire ?, l'écrivain et philosophe russe Nikolaï Tchernychevsky imagine de transformer la société en un Crystal Palace par le biais d'une révolution socialiste.
- Fiodor Dostoïevski répond implicitement à Tchernychevsky dans Les Carnets du sous-sol. Le narrateur pense que la nature humaine préférera la destruction et le chaos à l'harmonie symbolisée par le Crystal Palace.
- En 1854, John Ruskin a consacré au Crystal Palace un pamphlet dans lequel il regrette que les Anglais se laissent impressionner par « quelques rangées de vitres » et laissent par ailleurs tomber en ruine leur patrimoine historique[74].

- Camille Pissarro peint une représentation du Crystal Palace en 1871[75].
- Le Palace (ou une structure similaire) apparaît en 2004 dans l'anime Steamboy, ainsi que dans la série Eikoku Koi Monogatari Emma en 2005.
- Le Crystal Palace sert de décor dans le livre La Porte de Ptolémée de Jonathan Stroud.
- L'écrivain italien Alessandro Baricco introduit le Crystal Palace dans son roman Châteaux de la colère mélangeant réalité et fiction.
- Le philosophe allemand Peter Sloterdijk utilise le Crystal Palace comme métaphore du projet européen.
- Un épisode de l'anime Black Butler se déroule au Crystal Palace.
- Plusieurs scènes de l'anime Victorian Romance Emma se déroulent au Crystal Palace et présentent les différentes parties de l'exposition.
- Diana Evans, dans son roman Ordinary people, fait référence tout au long du livre au Crystal Palace et à sa destruction par les flammes pour décrire, imager et souligner la désagrégation du couple.
- La cérémonie d'ouverture et son feu d'artifice sont le lieu ou la police londonienne tente d'arrêter Sean Connery, le cerveau de La Grande Attaque du train d'or.

## Galerie

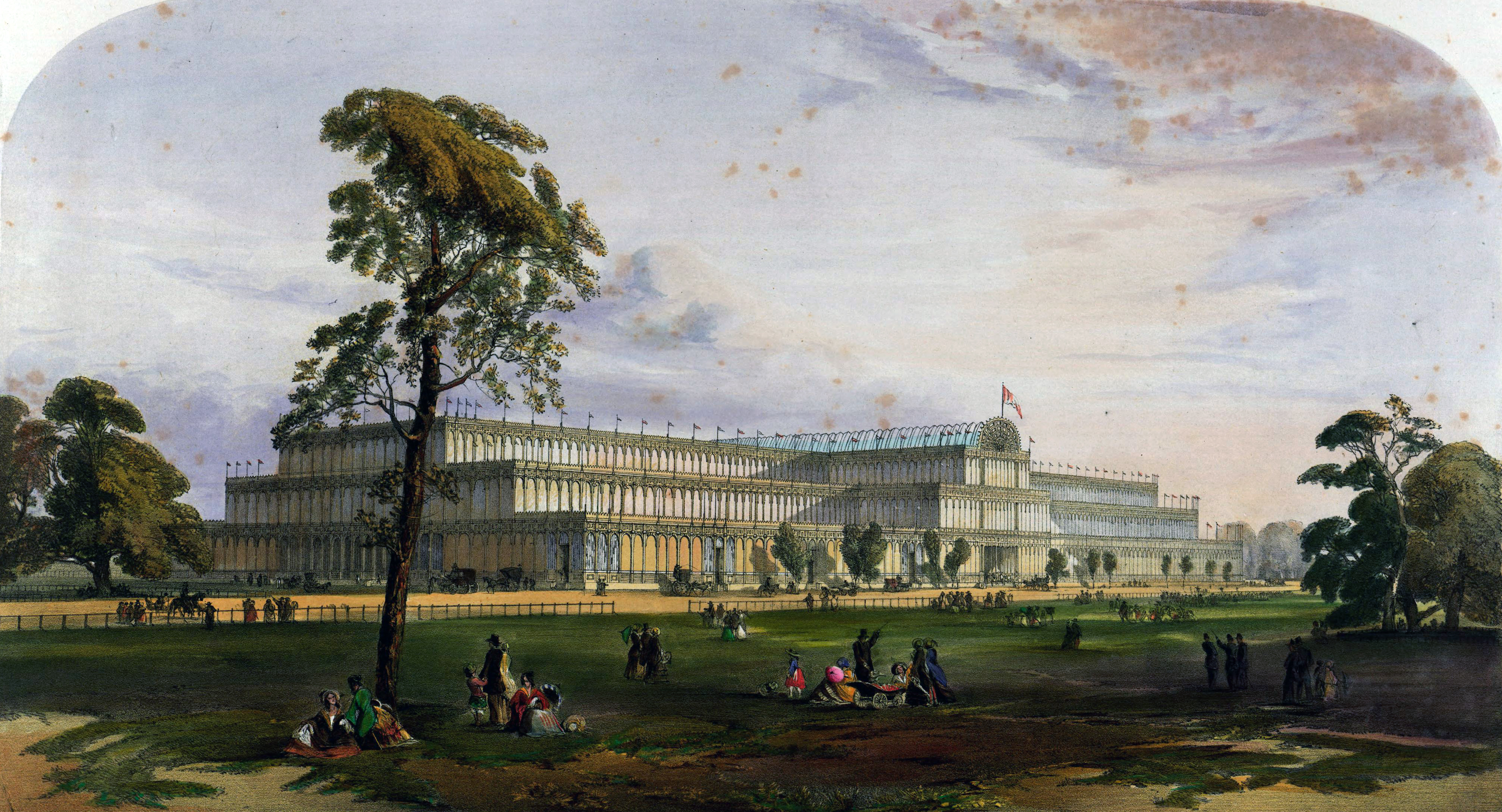
Le Crystal Palace à Hyde Park en 1851, par les Frères Dickinsons.
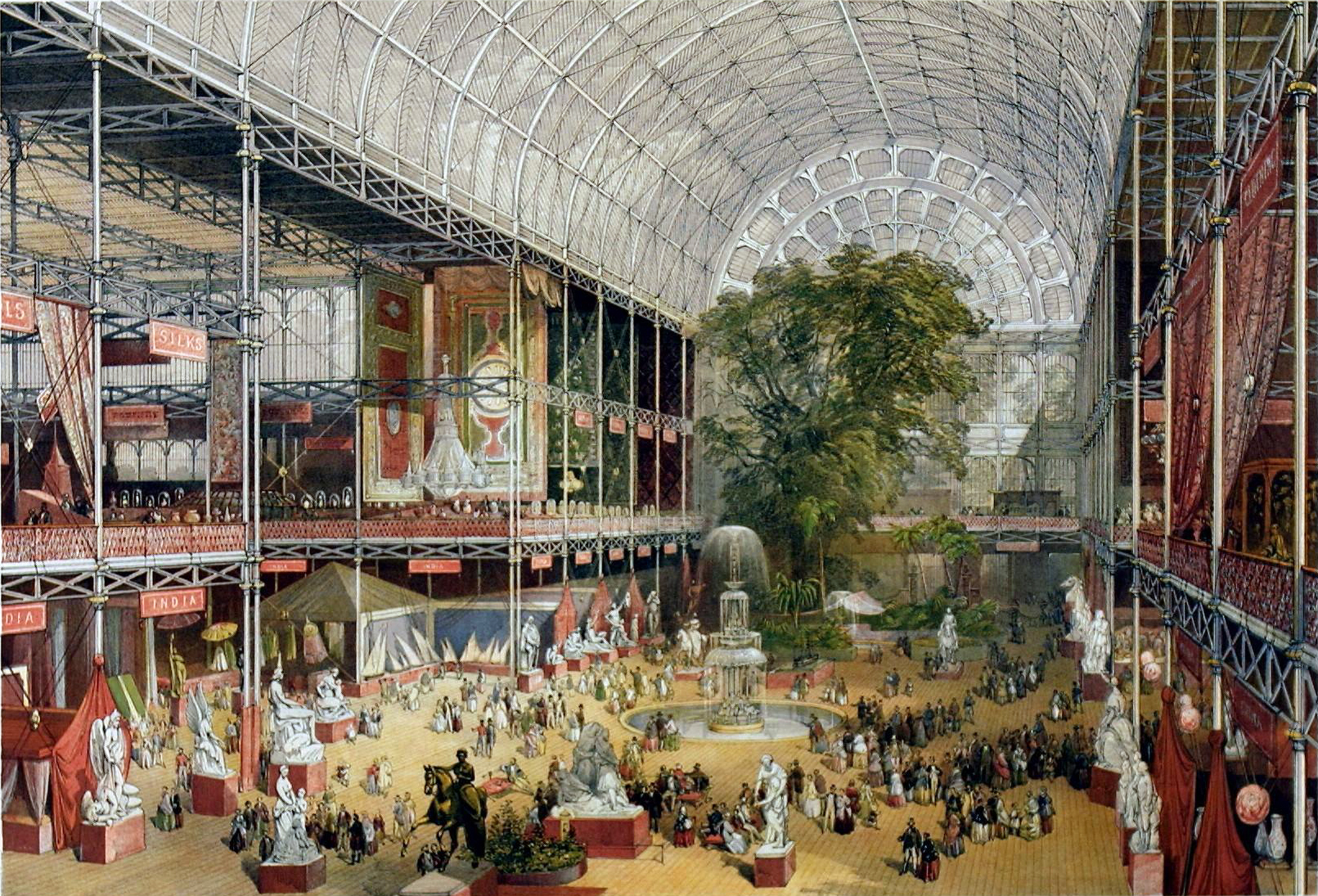
L'intérieur du Crystal Palace en 1851.
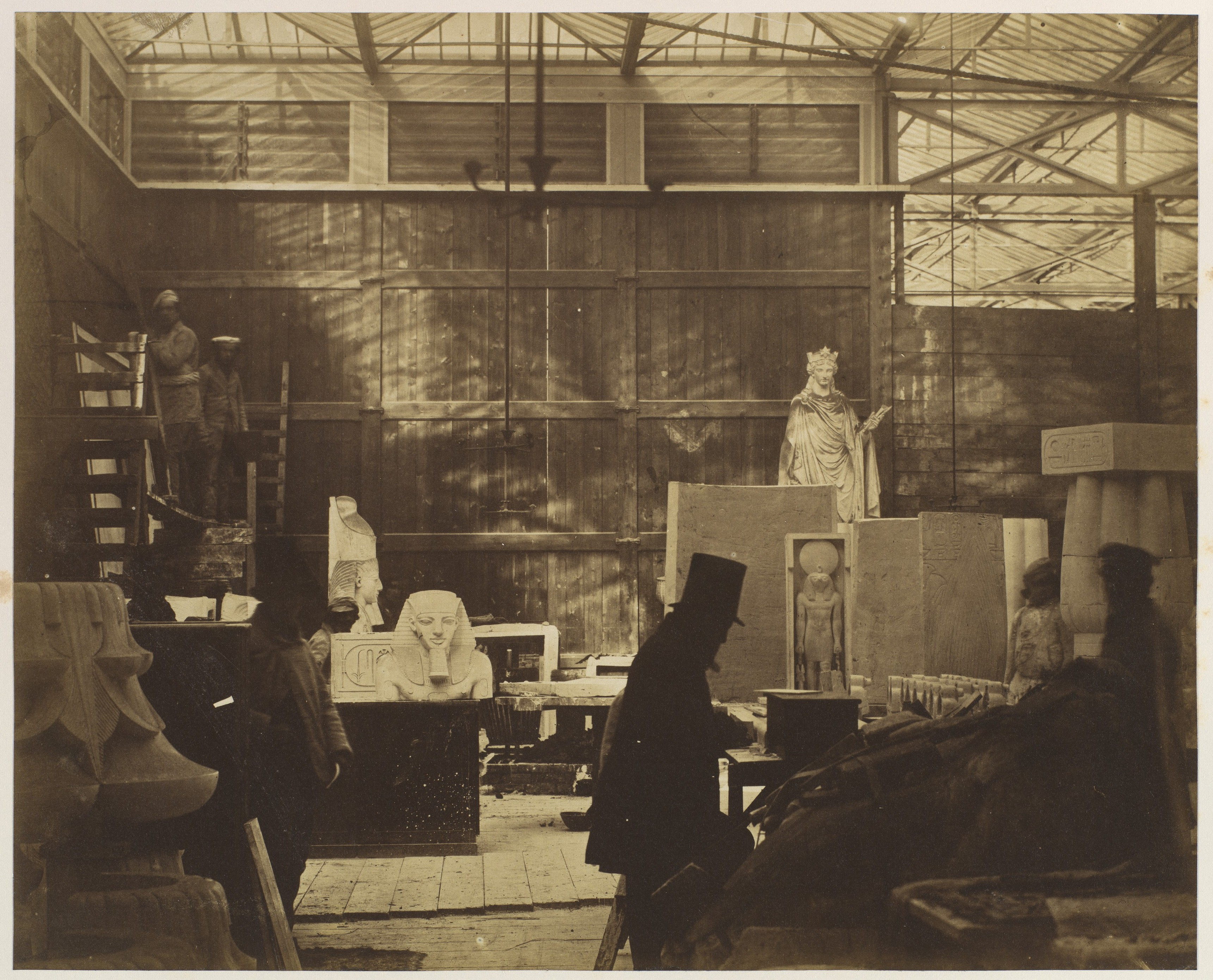
Une salle de stockage du palace en 1852.
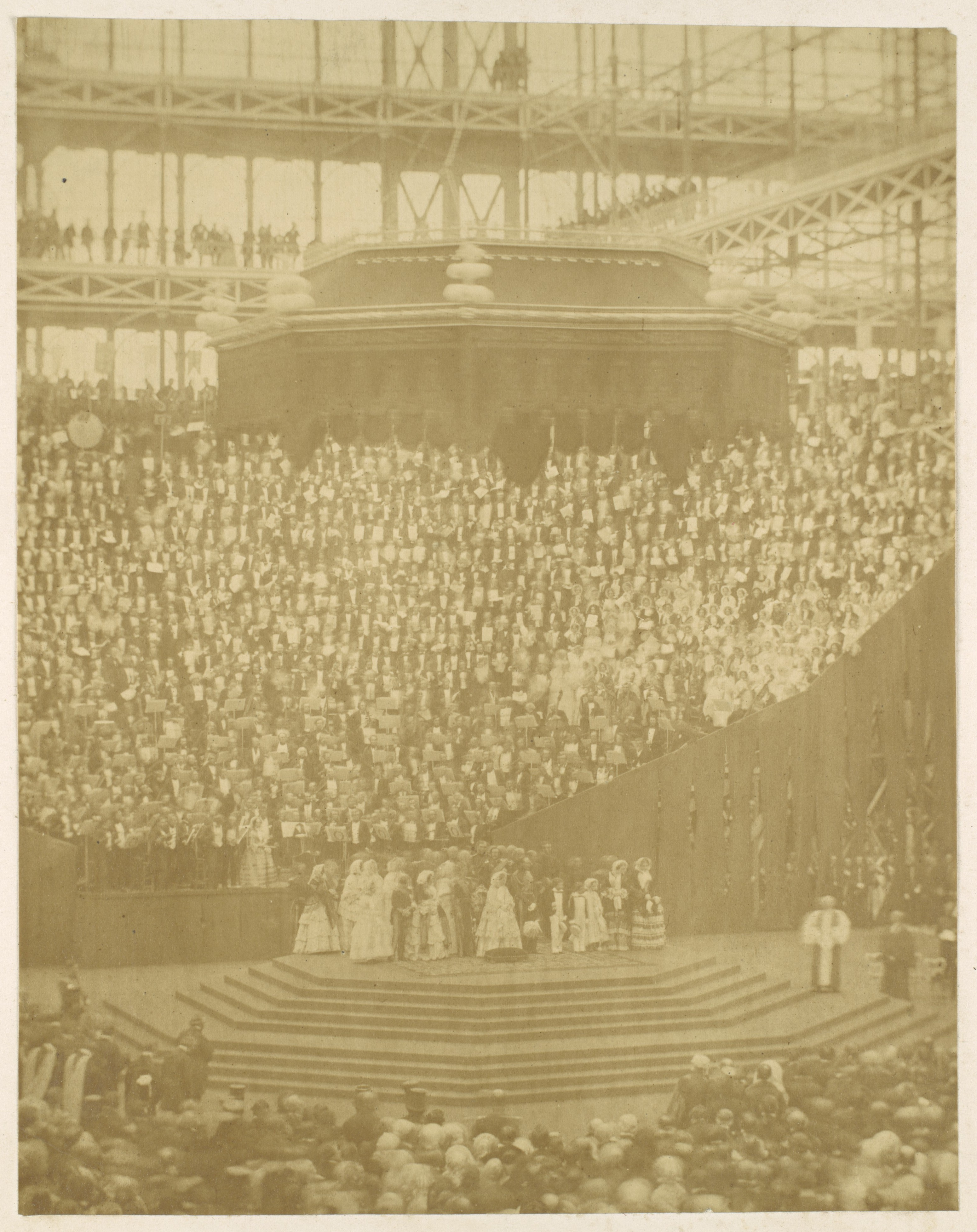
La reine Victoria inaugurant le Crystal Palace nouvellement construit à Sydenham Hill en 1854.
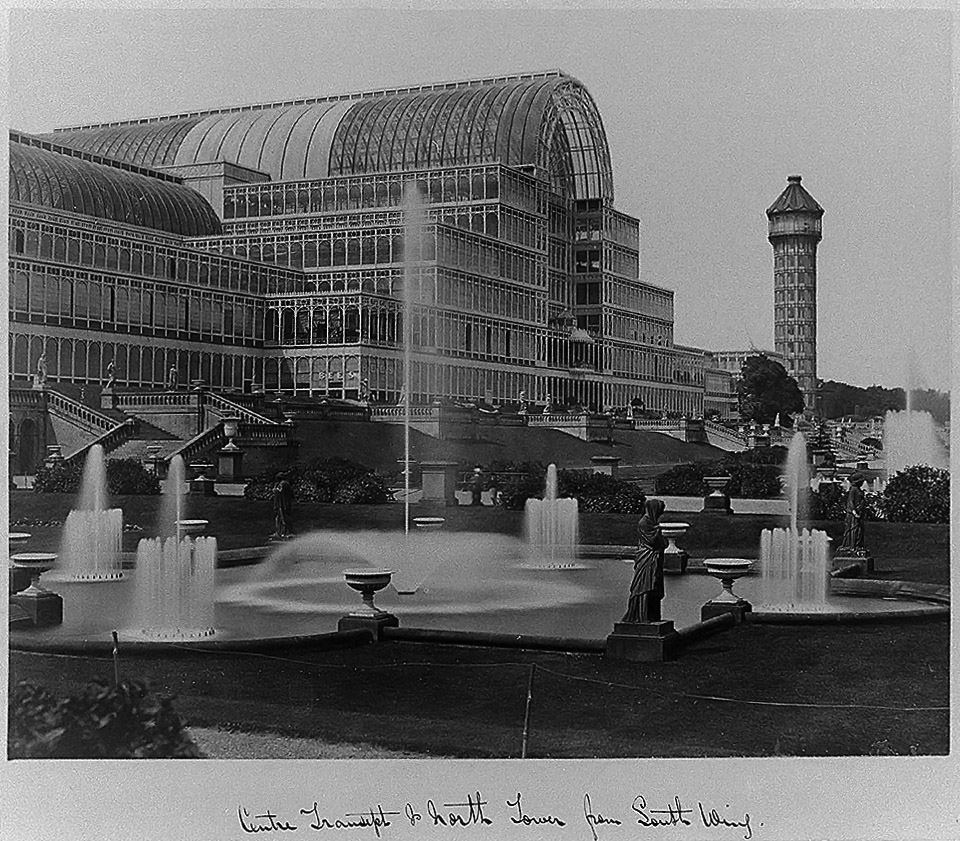
Le Crystal Palace en 1854, photographie de Philip Henry Delamotte.
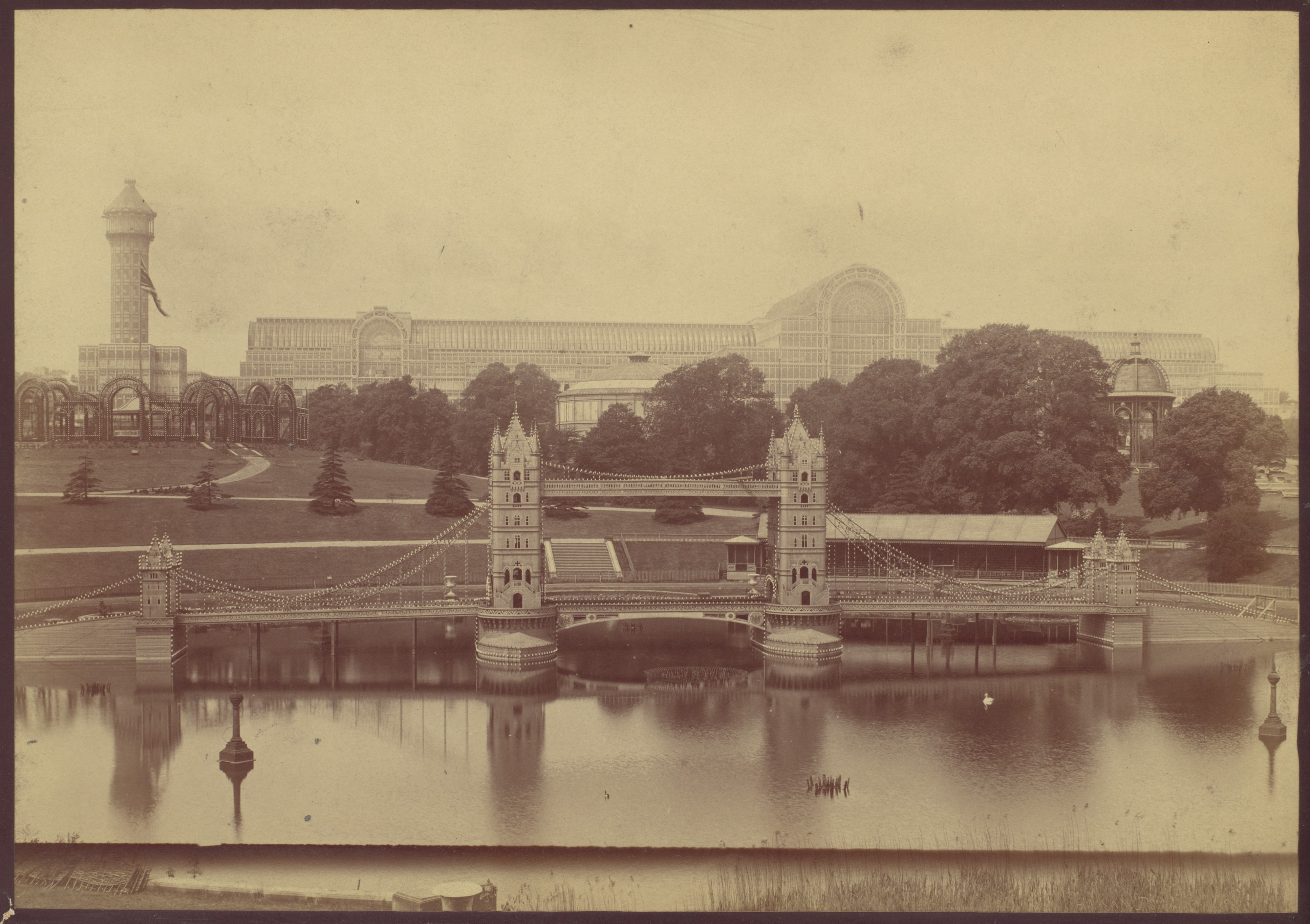
Vue large du Crystal Palace en 1854.
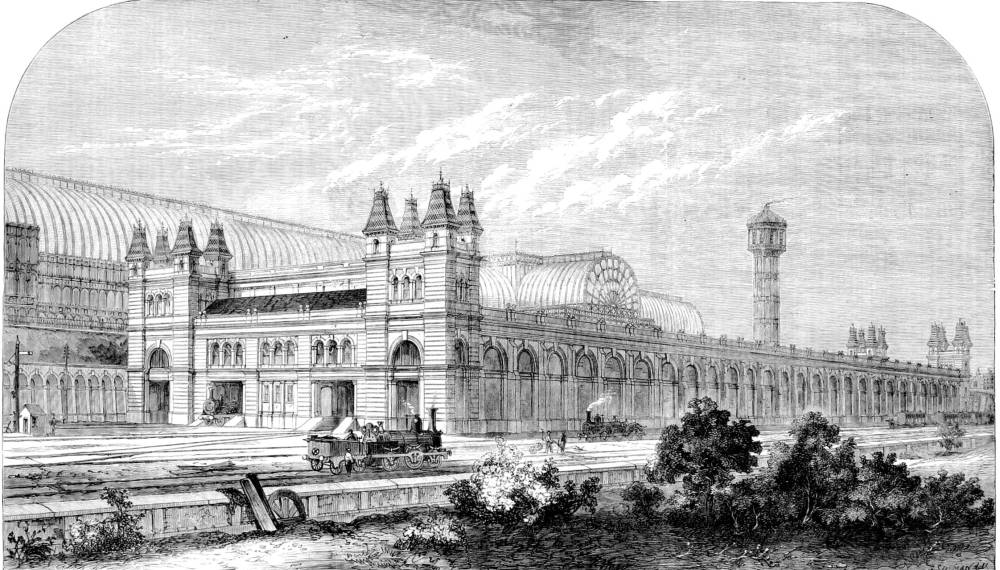
La station supérieure de Crystal Palace en 1865.
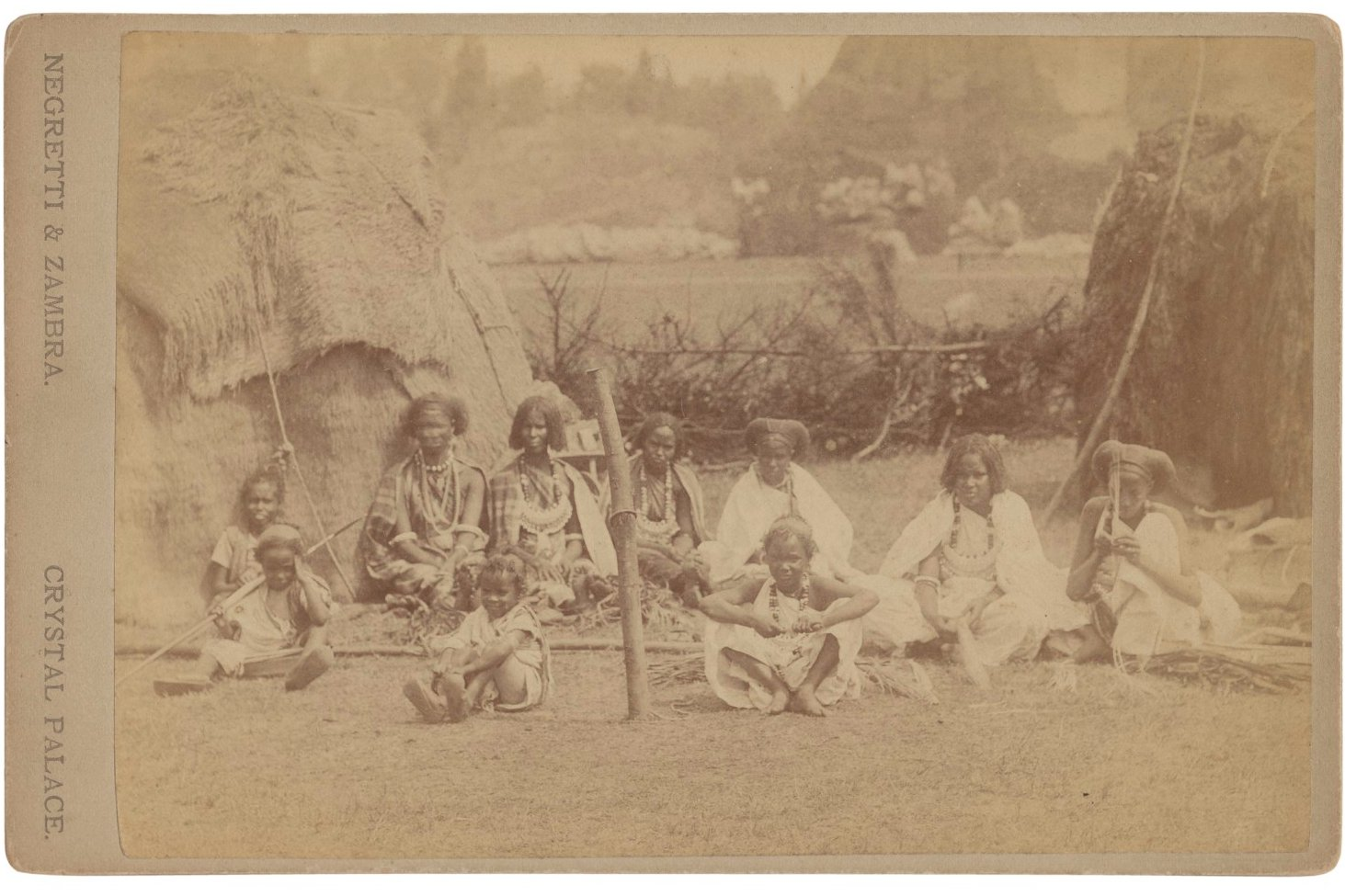
Des Somalis exposés au Crystal Palace en 1895.
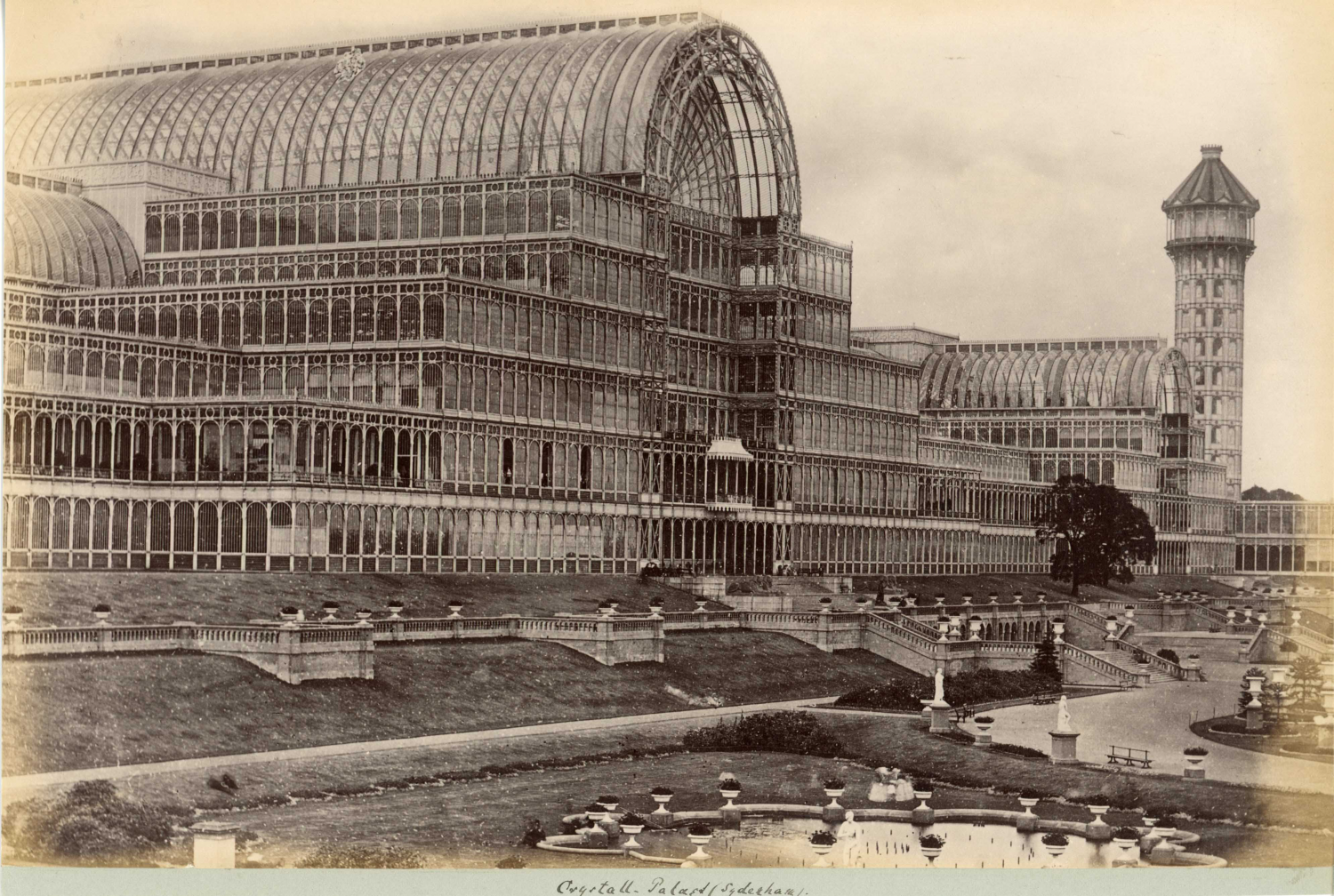
Le Crystal Palace vers 1900.
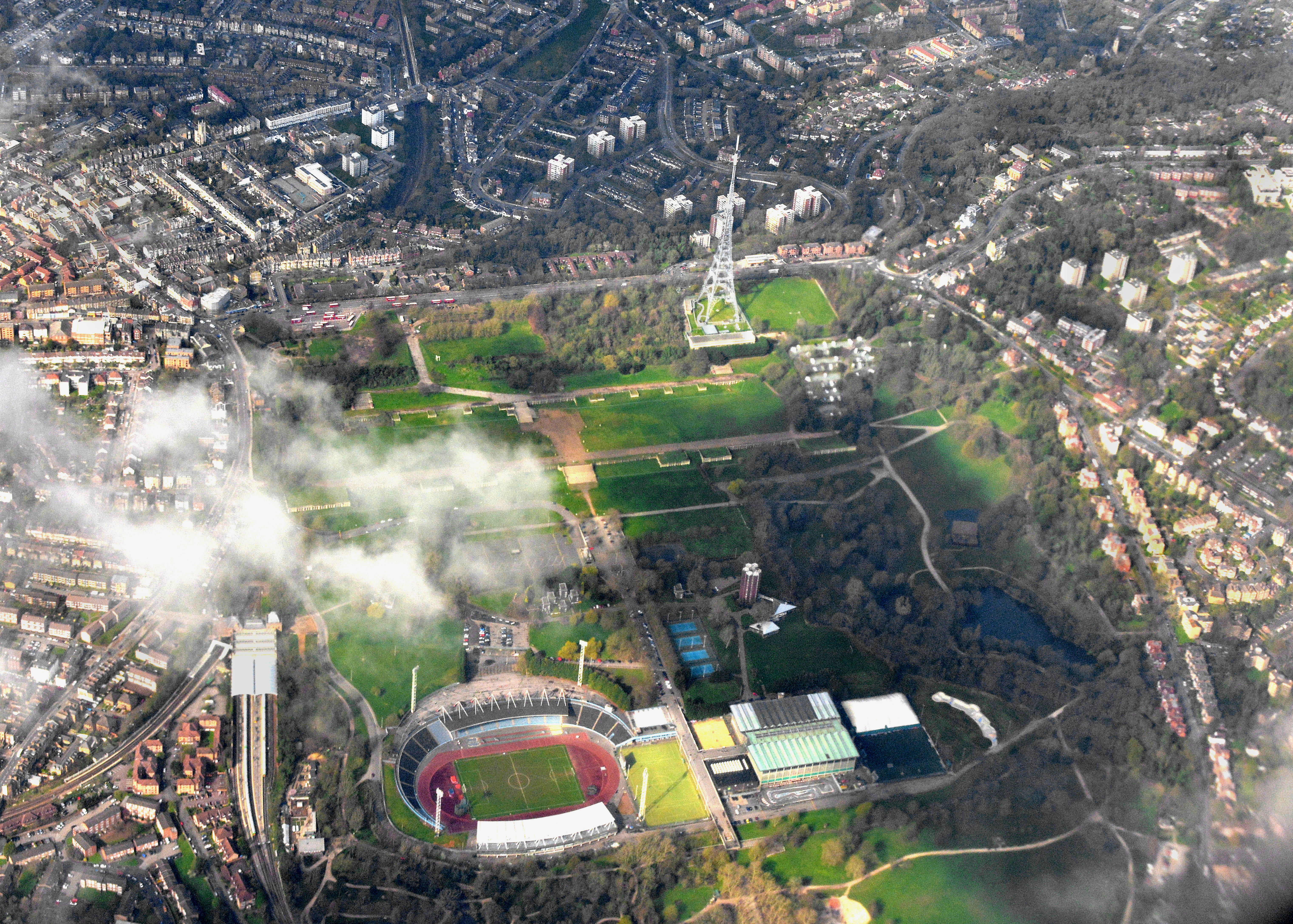
Le Crystal Palace Park vu du ciel en 2019.